# کلیسای حواری ارمنی

نشان کلیسای حواری ارمنی

کلیسای حواری ارمنی یا به اختصار کلیسای ارمنی (به ارمنی: Հայ Առաքելական Սուրբ Եկեղեցի) یک کلیسای قومی است که مختص ارمنی‌ها می باشد و اعضای آن افرادی هستند که با هویت ارمنی متولد شده‌اند. کلیسای ارمنی گاهی با نام کلیسای گریگوری نیز شناخته می‌شود و اشاره به رسمیت یافتن آن در ارمنستان توسط گریگور روشنگر می‌باشد. همچنین، برخی ارمنی‌ها خود را لوساوُرچاکان(متعلق به کلیسای گریگور لوساوُریچ) می‌نامند هرچند این نام‌گذاری به صورت دقیق برای کلیسای ارمنی به کار نمی‌رود و نام رسمی این کلیسا کلیسای حواری ارمنی است.
اکثر مردم ارمنی پیرو کلیسای حواری ارمنی هستند و بخش کوچکی از آنان در سایر کلیساها عضویت دارند. از جمله این کلیساها می‌توان به کلیسای کاتولیک ارمنی (از سده هفدهم میلادی)، کلیسای پروتستان ارمنی (یا کلیسای انجیلی ارمنی)، کلیسای آدونتیست ارمنی (شنبه‌داران)، کلیسای کاتولیک کارملیت ارمنی، کلیسای جماعت ربانی، جماعت برادری و کلیسای گواهان یهوه اشاره کرد.
یکی از ویژگی‌های کلیسای حواری ارمنی ماهیت مردمی و ملی آن است، به گونه‌ای که مردم نقش مهمی در اداره مسائل کلیسایی، دینی و حوزه‌های اسقفی ایفا می‌کنند. این کلیسا از ابتدا دارای روحیه مردمی بوده‌است، به‌طوری که آگاتانگغوس،  گزارش کرده است که تیرداد سوم ارمنستان برای انتخاب گریگور روشنگر به عنوان رهبر کلیسا، شورایی متشکل از سپاهیان، رؤسای خاندان‌ها و اشراف مختلف در شهر واغارشاپات تشکیل داد. از آن زمان، مردم همواره در انتخاب رؤسای حوزه‌های اسقفی و جاثلیق مشارکت داشته و در امور جاری کلیسا نقش مهمی ایفا کرده‌اند.
شرکت زنان در جلسات و هیئت‌های ملی و کلیسایی، همچنین حق انتخاب و انتخاب شدن، با تصمیم و فرمان رسمی کشیش خریمیان هایریک به رسمیت شناخته شد.

## عیسی مسیح

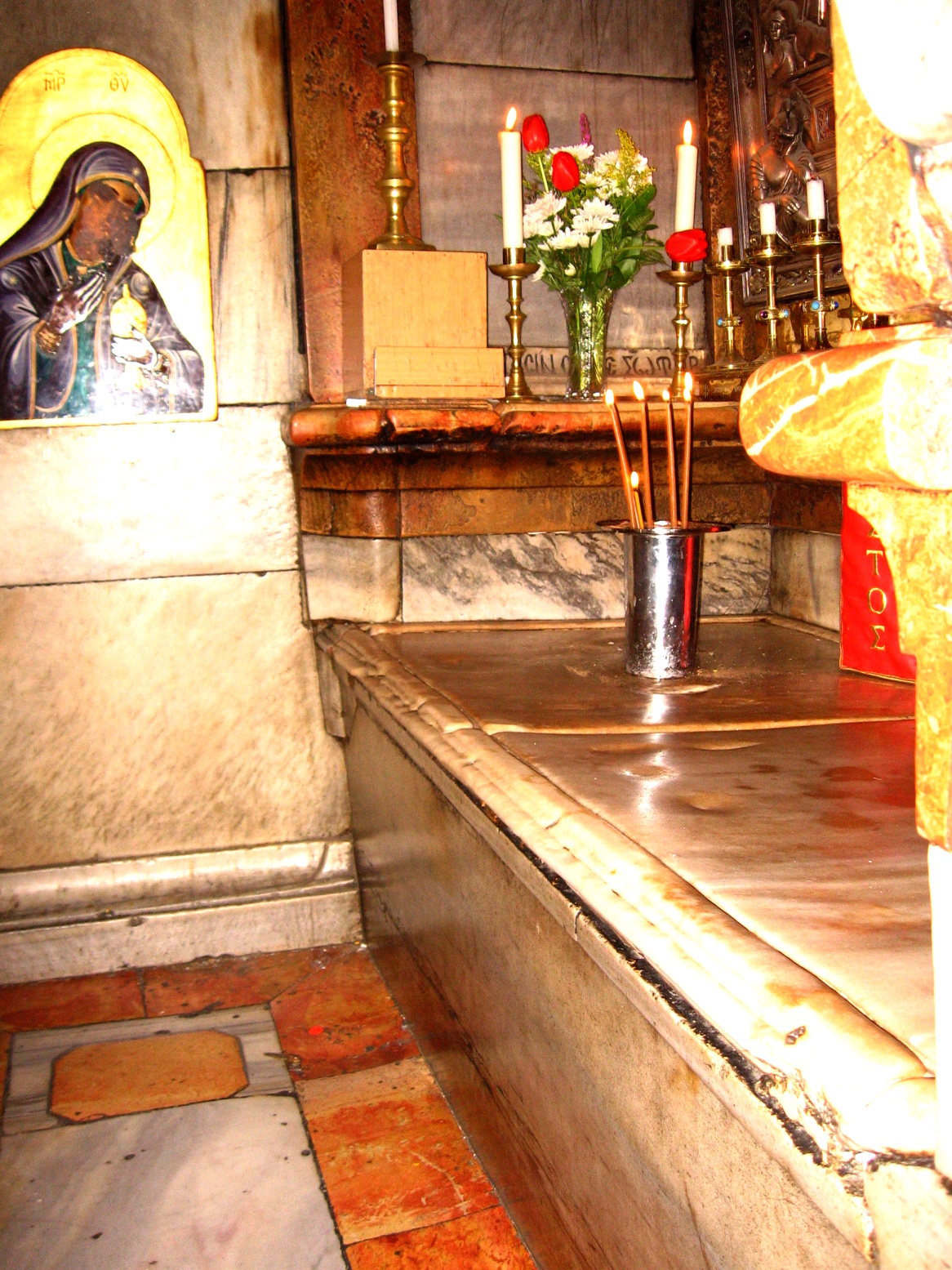
تصویری از مقبره منتسب به عیسی مسیح در کلیسای قبر مقدس یا کلیسای رستاخیز در شهر اورشلیم.

عیسی مسیح هم‌زمان با آغاز نبوت خویش، حواریون را از آنچه که باید در آینده انجام دهند آگاه نمود و برای تحقق این آرمان‌ها آنان را با سلاح ایمان و ثبات رأی مجهز نمود. او پس از فرارسیدن لحظه موعود و عروجش به آسمان، اراده و خواست خویش را این چنین برای آنان بیان نمود:
«بنابراین بروید و همه ملل را به پیروی از من ترغیب کنید. آنان را به نام پدر، پسر و روح‌القدس تعمید دهید، به آن‌ها بیاموزید هر آنچه را که من به شما آموختم و من همیشه با شما خواهم بود تا ابد.»
وصیت عیسی مسیح دنباله نبوت وی بود. رسالت او از طریق کلیسایی که خود آن را بنیان گذاشته بود تحقق می‌یافت. عیسی برای همین منظور حواریون را آماده ساخت و به آن‌ها دستور داد که تا هنگام حاضر شدن روح القدس، در خانه‌ای در اورشلیم به سر ببرند. بعد از معراج عیسی مسیح، حواریون به صورت جمعی در آن خانه زندگی می‌کردند تا اینکه به قدرت روح القدس متحول شده و فعالیت حواری-انجیلی خود را آغاز نمودند. سپس فلسطین را ترک گفته و به انجام فعالیت‌های دینی مشغول شدند. آنان سفر خود را از کشورهای همجوار فلسطین شروع کردند و تا دورافتاده‌ترین بخش‌های آسیای صغیر، کاپادوکیه، قیصریه، هند، اروپا قدم نهادند. آن‌ها به هر جا که وارد می‌شدند به تبلیغ می‌پرداختند و با کرامات خویش جمعی را به پیروان خود می‌افزودند و کلیساهایی بنا می‌کردند.

## فعالیت دو تن از حواریون در ارمنستان
از میان دوازده حواری عیسی مسیح، تادئوس قدیس و بارتلمیوس قدیس برای تبلیغات دینی-انجیلی رهسپار ارمنستان شدند. این دو حواری قدیس بعد از ترک فلسطین و طی مسافتی که با تبلیغات دین مسیح همراه بود، به سرزمین کوهستانی ارمنستان پا نهادند و در همین سرزمین بود که آنان با اهدای خون خود کلیسای ارمنستان را پایه‌گذاری نمودند.
- تادئوس قدیس

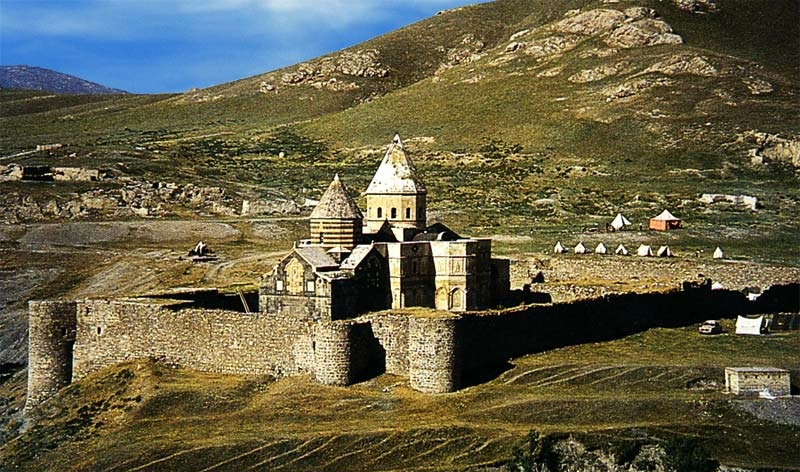
قره کلیسا مزار تادئوس قدیس

تادئوس قدیس بعد از سفری طولانی وارد شهر شاوارشان شد. این ناحیه ییلاق شاهان ارمنی محسوب می‌شد و در آن زمان پادشاه سانتروک در آنجا به سر می‌برد. تادئوس در اینجا مشغول وعظ و موعظه شد و بیماران را شفا بخشید، در نتیجه بسیاری به وی روی آوردند از آن جمله،ساندوخت دختر پادشاه ارمنستان بود.
سانتروک با اطلاع از این امر به شدت خشمگین شد و دستور داد تمامی کسانی را که به مسیح ایمان آورده بودند از دم تیغ جلاد بگذرانند و دخترش ساندوخت را نیز به زندان افکند. در همین مدت ۳۳ تن از زندانیان ایمان آورده غسل تعمید گرفتند. پادشاه یکی از امرای خود را نزد دخترش فرستاد و سعی کرد تا از طریق او دخترش را از این مسیر برگرداند، ولی نتیجه این مأموریت غیر از آن شد، خود امیر همراه یارانش به مسیحیت روی آوردند.
سرانجام به دستور پادشاه، ساندوخت کشته شد و به این ترتیب نخستین زن شهید کلیسای عیسی مسیح گردید. به دنبال شهادت وی هزاران تن به مسیحیت ایمان آوردند.
در نهایت تادئوس قدیس هم کشته شد (بین سال‌های ۵۰ تا ۶۸م). بعدها بر سر مزار این قدیس، کلیسایی به نام قره کلیسا بنا شد.
- بارتلمیوس قدیس

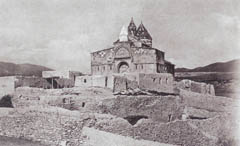
کلیسای بارتوقیمئوس مقدس واقع در نزدیکی شهر باش قلعه در شرق ترکیه مزار بارتلمیوس قدیس

این قدیس تبلیغات دینی خود را از سمت سرزمین‌های ماد و پارت آغاز نمود و تا به منطقه‌ای که هم‌مرز هندوستان است رسید و از آن طریق به ارمنستان و به استان سیونیک وارد گردید. وی سپس به منطقه گوقتان وارد شد و در آنجا با استقبال گرم اهالی روبرو شد.
بارتلمیوس قدیس در ارتفاعات آرتاشات بود که با تادئوس قدیس برخورد نمود. دو قدیس راهشان را از همدیگر جدا نمودند. تادئوس به سوی شاوارشان و بارتلمیوس به سمت منطقه زارواند (سلماس) رفت.
بارتلمیوس قدیس به واسپوراکان رفت و در آنجا بود که این بار وِگوهی خواهر پادشاه ساناتروک به مسیح ایمان آورده و تعمید گرفت. پادشاه فردی از نظامیان خود به نام ترنیتوس را مأمور کرد تا وِگوهی را به بازگشت به دین اجدادی خود ترغیب کند ولی ترنتیوس خود به گروه مؤمنین پیوست. بالاخره به دستور پادشاه بارتلمیوس قدیس را سنگسار کردند (بین سال‌های ۵۰ تا ۶۸م). وگوهی و ترنیتوس را کشتند. بعد از شهادت آنان هزاران تن به آنان ایمان آوردند.
مزار این قدیس در کلیسای معروف کلیسای بارتوقیمئوس مقدس واقع در نزدیکی شهر باش قلعه در شرق ترکیه برای ارمنیان، همچون قره کلیسا در ایران، اهمیت مذهبی بسیار زیادی دارد.
بعد از شهادت آن دو قدیس روند گسترش دین مسیح که از طریق فعالیت‌های آن دو وارد ارمنستان شده بود، در سده دوم و سوم نیز بدون انقطاع ادامه یافت. این دو حواری دارای جانشینانی شدند. آن دو قدیس در هنگام ایراد موعظه‌های خود در مناطق مختلف اسقفهایی را تربیت نمودند که می‌توان به: «اسقف گومس (شاگرد بارتلمیوس)، اسقف زکریا (شاگرد تادئوس)، زیمنتوس آذرنرسی که بدست بربرها به کشته شد. سپس موشه یا موشق از ایران جانشین وی شد؛ و اسقف شاهین و اسقف شاوارش و افراد دیگر.»

## تیرداد سوم ارمنستان

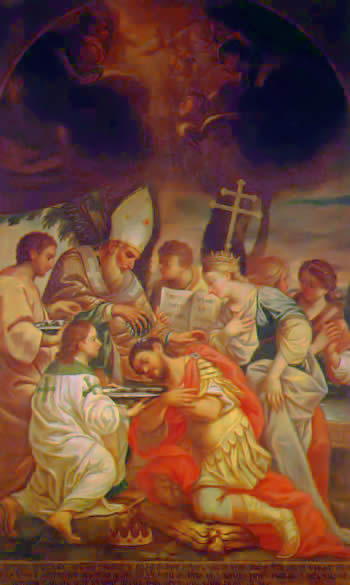
غسل تعمید، تیرداد سوم

در زمان سلطنت تیرداد سوم ملقب به کبیر حادثه‌ای روی داد که برای همیشه روی زندگی ملت ارمنی تأثیر گذاشت؛ و آن گرویدن این ملت به کیش مسیحی بود. می‌توان این حادثه را به عنوان نقطه مرکزی تاریخ این ملت به حساب آورد، و در واقع دنباله همه حوادث بعدی در رابطه با این حادثه بوده‌است.
از این گذشته، بعدها آشکار شد که مسیحیت برای ارمنستان نخست عامل تحول و سپس عامل حفظ و نگهداری خود شده‌است.
ه. آبیش در کتاب خود می‌نویسد:
«و این از آن جهت است که ملت ارمنی تحت تأثیر مسیحیت چنان زود به درجه والایی از فرهنگ رسیده که امروز مظهر عاملی چنین مهم در تاریخ بشریت است.»
نخستین پایه‌های کلیسای ارمنی به وسیله دو تن از حواریون عیسی مسیح به اسامی تادئوس و بارتوقیمئوس گذاشته شد، و کار آن دو به وسیله عده‌ای از مبلغین مسیحی ادامه یافت. لیکن از طرف ملتی مانند ارمنی که یکی از ویژگی‌های بارز او همواره دلبستگی خشنی به اعتقادات و آداب و سنن دیرینه اش بوده‌است با مقاومت شدیدی روبرو شدند.
با اینکه از همان ابتدا و به ویژه از آغاز سده دوم میلادی به بعد عده‌ای مسیحی در ارمنستان بودند، این کشور همچنان به وابستگی خود به دنیای پاگانیسم ادامه داد و پیرو همان مذهب اساطیری خود بود که هر چند از لطف و ذوق شاعرانه‌ای عاری نبود ولی در واقع چیزی درحد بت‌پرستی بود. این بت‌پرستی در آن زمان کیش مشترک و سرنوشت اکثریت توده‌ها بود و این حالت را بوسوئه این‌گونه در نوشته خود می‌آورد که:
«همه چیز خدا بود بجز خود خدا. بنی نوع بشر به درجه‌ای از گمراهی رسیده بود که هوای و هوس‌ها و عیبهای خود را می‌پرستید»
در واقع مسیحی شدن ارمنستان مقدر بود در پایان سده سوم میلادی، به نیروی ایمان و نبوغ گریگور روشنگر تحقق پیدا کند.
نقل می‌کنند شاه تیرداد سوم پس از تهاجم ساسانیان ناچار شد ارمنستان را ترک کند گریگور روشنگر کمکش کرد و بی‌آنکه هویت خود را بر او فاش نماید در تبعید شرافتمندانه به او خدمت کرد. به هنگام بازگشت تیرداد به ارمنستان نیز که پس از شکست ساسانیان صورت گرفت با وی همراه بود. لیکن وقتی شاه به او تکلیف کرد که به هنگام زیارت معبد الهه آناهیتا در ارزنجان تاجی در معبد بگذارد و به او به دلیل مسیحی بودنش از این فرمان سرپیچی کرد مورد قهر و غصب شاه قرار گرفت، در دخمه‌ای شبیه به گودال به زندان انداخته شد و نزدیک به سیزده سال از عمرش در آن سیاه چال گذشت.
آزادیش از زندان وقتی میسر گردید که شاه به بیماری سختی دچار شد و همه پزشکان و مغان از علاج او عاجز ماندند، تا آخر گریگور روشنگر را از زندان بیرون آوردند و او شاه را معالجه کرد. آنگاه تیرداد سوم به دین مسیحیت را به عنوان دین رسمی ارمنستان پذیرفت (۳۰۱).
این خود حادثه بسیار مهمی بود زیرا ارمنستان نخستین کشوری شد که دین مسیح را به عنوان دین رسمی مملکت پذیرفت. در واقع می‌دانیم که گرویدن کنستانتین بزرگ به دین مسیح و قبول مسیحیت رسمی امپراتوری در سال ۳۱۳ روی داد، و به‌طوری‌که هانری فوسیون اشاره کرده‌است:
«این از افتخارات باستانی ارامنه است که کهن‌ترین مسیحیت تاریخ را بنا نهاده‌اند»
گریگور از تیرداد سوم لقب و عنوان سراسقف یا (جاثلیق) تمامی ارمنستان را دریافت کرد. سپس به کاپادوکیه برگشت و در آنجا به وسیله اسقف اعظم سزاره تقدیس شد، و پس از آن برای تکمیل کار خود به ارمنستان یاز آمد. کلیسای نوبنیاد ارمنستان آداب و اصول شریعت و همه کتاب‌های دینی مسیحیت را با عده زیادی از کشیشانش از سوریه، که در آن هنگام یکی از بزرگ‌ترین کانون‌های دینی بود گرفت.
گریگور تعداد زیادی حوزه‌های اسقف نشین، نه تنها در ارمنستان بلکه در کشورهای همجوار نیز دایر نمود و در واقع همو بود که بر امر مسیحی کردن سرزمین گرجستان نظارت کرد. بعدها مبلغین ارمنی شروع به مسیحی کردن کشور آلبانیای قفقاز نمودند.
گریگور مقدس و پادشاه تیرداد سوم تعداد زیادی کلیسا در نقاط مختلف کشور بنا کردند. بیشتر این کلیساها بناهای مستحکمی بودند که به دورشان حصارهای بلندی کشیده شده بود، و این خود یکی از ویژگی‌های این سرزمین است.
در حین مرگ گریگور (۳۲۵) مسیحیت در ارمنستان گسترش یافته بود و از آن پس در طی سده‌ها الهام بخش زندگی بود. از آن پس شعار ملت ارمنی این بود:
«خدا، خانواده، میهن»
آن گونه که بورت در کتاب خود نوشته:
«برای یک ملت کار کوچکی نبود که در زمانی مانند اوایل سده چهارم چنین تصمیم عظیم و دلیرانه‌ای بگیرد، بدین معنی که به عنوان یک ملت نخستین جماعتی باشد که از طرز فکری کاملاً مخالف با فکر مردم دنیای آن روز پیروی کند. لیکن همینکه این تصمیم گرفته شد دیگر مسلم بود که مسیحیت بایستی برای ارمنیان متضمن معنایی بسیار وسیع تر از آن باشد که برای ملتهای دیگر داشت، ملتهایی که کشورشان بعدها یعنی در دورانی به دین مسیح درآمد که این آیین بر دنیای متمدن آن روز مسلط شده بود.»

## جانشینان گریگور مقدس
- آریستاکس کاتولیکوس (۳۳۳–۳۲۵م)[پانویس ۲]

آریستاکس در سال ۲۶۴م. به دنیا آمده بود و همه دوران کودکی و نوجوانی خود را به کسب علوم مذهبی و مطالعه در این زمینه گذرانیده بود. او در ۳۲۵م جانشین پدرش شد و در سال ۳۳۳م. دنیا را بدرود گفت.
- ورتانس کاتولیکوس (۳۴۱–۳۳۳م)[پانویس ۳]

او در سال ۳۳۳م جانشین برادرش شد او دو فرزند به نام‌های گریگوریس و هوسیک داشت. ورتانس همراه و همسو با خسرو سوم،(پادشاه سلسله اشکانی ارمنستان)، پادشاهی که دارای تجربیات غنی در رهبری سیاسی بود، ادامه فعالیت داد. از کارهای قابل ذکر ورتانس در طول فعالیت کاتولیکوسی خود، برقراری روز یادبود شهدای راه دین و راه وطن است.

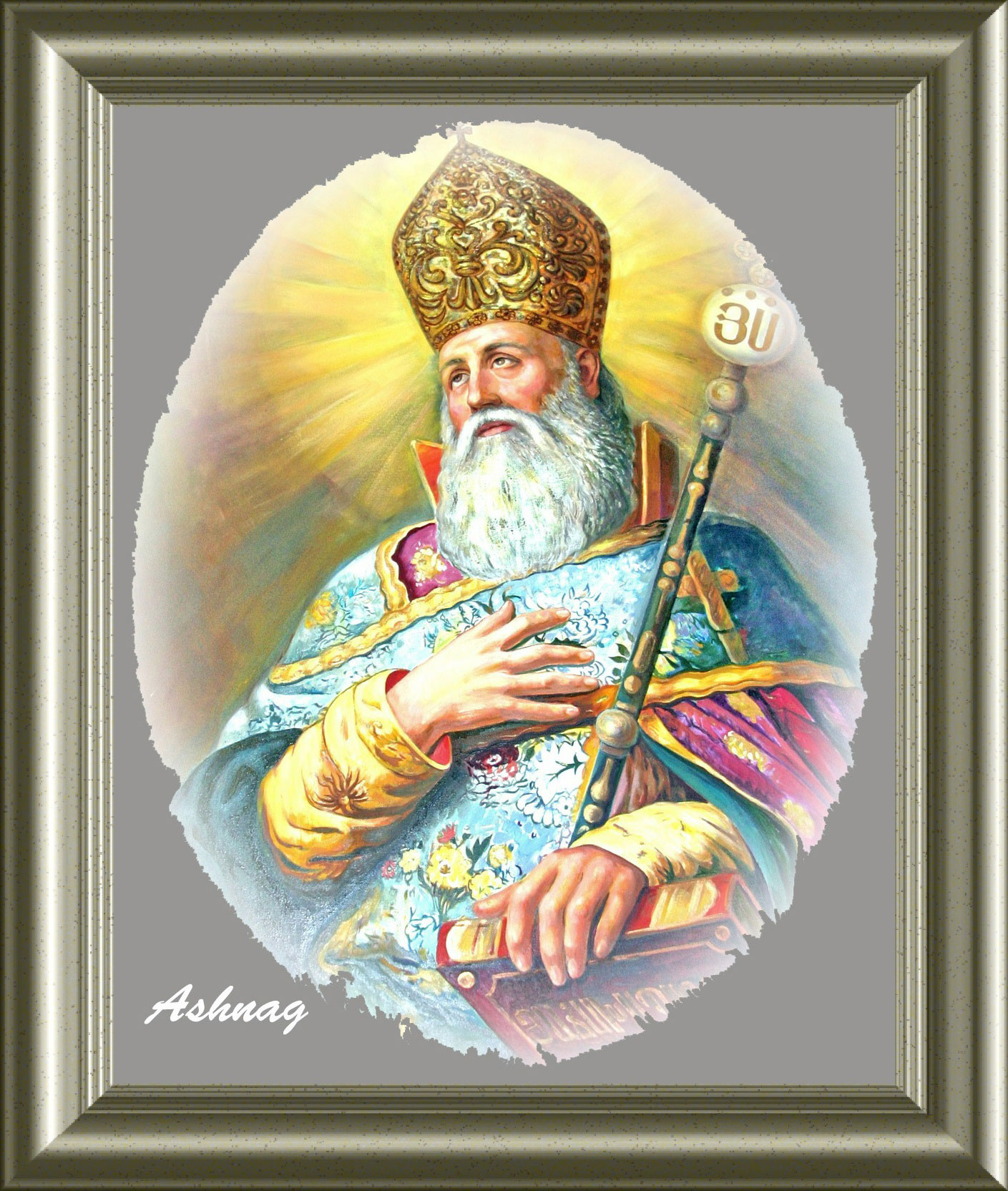
گریگور روشنگر

ورتانس در سال ۳۴۱م در سن کهولت وفات یافت. گریگوریس فرزند وی در یکی از مأموریت‌های دینی، که به یکی از مناطق ارمنستان رفته بود به کشته شد.
- هوسیک اسقف (۳۴۷–۳۴۱م)[پانویس ۴]

وی فردی عالم در مسائل دینی و کتب مقدس بود و با تعصب خاصی در راه گسترش اصول و ایمان مسیحیت در کشور تلاش می‌نمود و در این راه نیز به کشته شد (۳۴۷م).
- نرسس پارتو کاتولیکوس (۳۷۳–۳۵۳م)[پانویس ۵]

او نوه هوسیک است. وی تحصیلات خود را در قیصریه گذرانیده و در سنین جوانی، با ساندوخت از شاهزادگان خاندان مامیگونیان ازدواج نمود.
وی دستورهای زیر را نیز مقرر نمود:
«منع سوگواری بر مزار مردگان که پیروی از سنت بت پرستان بود. تشویق زن و شوهرها به حفظ وفاداری نسبت به همدیگر. منع ازدواجهای فامیلی. توصیه به مردم جهت دوری از می‌گساری، ریا و تزویر و اعمال شیطانی دیگر. مهربانی نسبت به افراد زیر دست.» نرسس در سال ۳۷۳م جهان را بدرود گفته‌است.
ساهاک، فرزند نرسس پارتو کاتولیکوس در سال ۳۸۷م به مقام کاتولیکوسی رسید. وی یکی از معتبرترین و بزرگ‌ترین اسقف‌های تاریخ کلیسای ارمنی است. مسروپ مقدس الفبای ارمنی را در اثر مساعدتهای او ابداع نمود و آنان با کمک یکدیگر کتاب مقدس را به زبان ارمنی ترجمه نمودند.

## ابداع الفبای ارمنی و تأسیس مدارس ارمنی

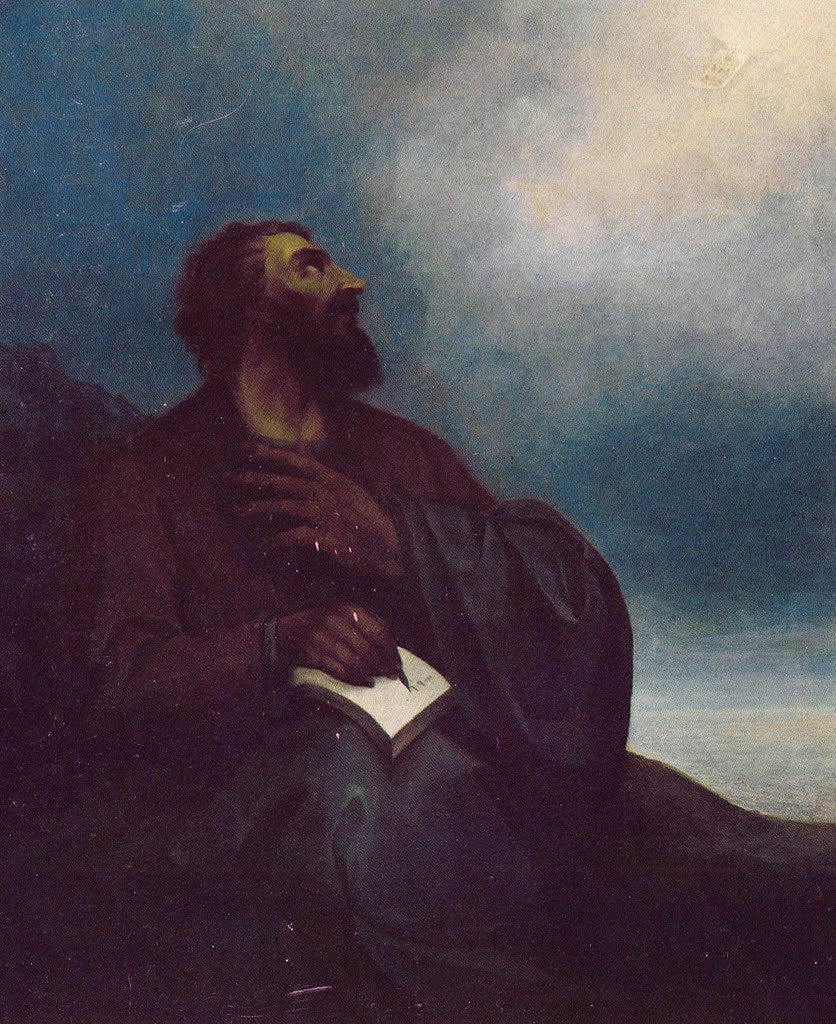
مسروپ ماشتوتس

مراسم مذهبی در ارمنستان به زبان یونانی و زبان آشوری صورت می‌گرفت؛ لذا طبیعی بود که این امر برای مردم ارمنی غیر مأنوس و بیگانه باشد؛ لذا مترجمانی بودند که بخش‌هایی از کتاب مقدس را شفاهاً به ارمنی ترجمه می‌کردند، تا برای عامه مردم قابل درک باشد. عدم وجود کتابت ملی دشواری بزرگی بود که مسروپ ماشتوتس دقیقاً حس و درک کرده بود؛ لذا فکر ابداع الفبای ملی در ذهن او پدید آمد.
او این امر را با جاثلیق ساهاک پارتو و پادشاه ورامشاپوه (۴۱۷–۳۸۹)در میان گذاشت و مورد استقبال و حمایت آنان قرار گرفت. او سرانجام به سال ۴۰۵م موفق به ابداع حروف ارمنی گردید. نخستین جمله‌ای که به خط ارمنی ترجمه شد جمله: (برای دانستن حکمت و عدل و برای فهمیدن کلمات فطانت بود) ارمنیان با درک عمیق دینی گفتار الفبای ارمنی را به سلاحی در برابر حملات بیگانه و نفوذ خارجی در طول تاریخ خود تبدیل نمود.
مسروپ ماشتوتس به کمک پادشاه و جاثلیق مدارسی در مناطق مختلف ارمنستان تأسیس کرد. حتی به گرجیان و آلبانیای قفقاز، (الفبای آلبانیای قفقاز) نیز در ایجاد حروف خود کمک نموده او سپس راهی ارمنستان غربی شد تا در آنجا نیز مدارس ارمنی تأسیس نماید.
مسروپ تمام عمر خود را صرف اشاعه زبان و خط ارمنی و تأسیس مدارس و تعلیم و تربیت مردم نمود. پس از ابداع الفبای ارمنی بسیاری از کتاب‌های ضروری برای امور مذهبی تحت نظر جاثلیق ساهاک به خط و زبان ارمنی ترجمه شدند. نخستین آن‌ها ترجمه کتاب مقدس از زبان آشوری بود.

## نبرد آوارایر

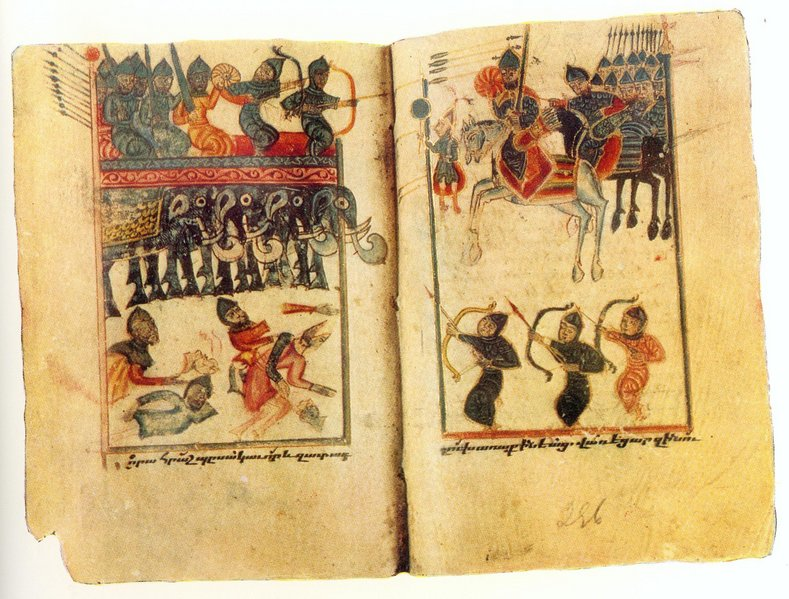
مینیاتور ارمنی سده پانزدهم نبرد آوارایر را به تصویر می‌کشد

وجود خاندان‌های بزرگ ارمنستان تهدیدی جدی برای حکومت ساسانی به‌شمار می‌رفت و یزدگرد دوم سعی داشت به هر طریق ممکن از قدرت آن‌ها بکاهد تا از این طریق سلطهٔ سیاسی ساسانیان را در ارمنستان تحکیم بیشتری بخشد؛ بنابراین، از سال دوم سلطنت سیاست‌های ضد مسیحی خود را در قبال ارمنستان آغاز کرد.
بر اساس نوشته‌های قازار پاربتسی یزدگرد در ابتدای امر موفق شد با ایجاد اختلاف میان خاندان‌های بزرگ ارمنستان بین آن‌ها دشمنی به وجود آورد و حتی با دادن وعده‌هایی عده‌ای از سران این خاندان‌ها را به سوی خود جلب کند. در مرحلهٔ بعد میزان خراجی را که ارمنستان متعهد شده بود به دولت ساسانی پرداخت کند چند برابر افزایش داد. این امر باعث نارضایتی طبقات پایین جامعه به ویژه کشاورزان و پیشه وران شد که پرداخت مالیات بر دوش آن‌ها سنگینی بیشتری می‌کرد.
ساسانیان همچنین برای نخستین بار مالیاتی نیز برای روحانیان مسیحی ارمنستان تعیین کردند. از آنجایی که کلیساها و دیگر اماکن مذهبی ارمنستان نیازهای مالی خود را از طریق مستغلات تحت مالکیت خویش فراهم می‌ساختند و منبع درآمد دیگری جز کمک‌های مردمی نداشتند، که آن هم در این زمان به دلیل فشار فراوان دولت ساسانی تقریباً به هیچ رسیده بود، لذا در شرایطی سخت و دشوار قرارگرفتند.
جملگی این عوامل نارضایتی شدید مردم ارمنستان را نسبت به دولت ساسانی در پی آورد؛ نارضایتی ای که روز به روز بر شدت آن افزوده می‌شد.
عامل دیگری که باعث مخالفت‌های بیشتر مردم ارمنستان با دولت ساسانی شد اقدام این دولت برای تغییر مذهب مسیحیان بود.

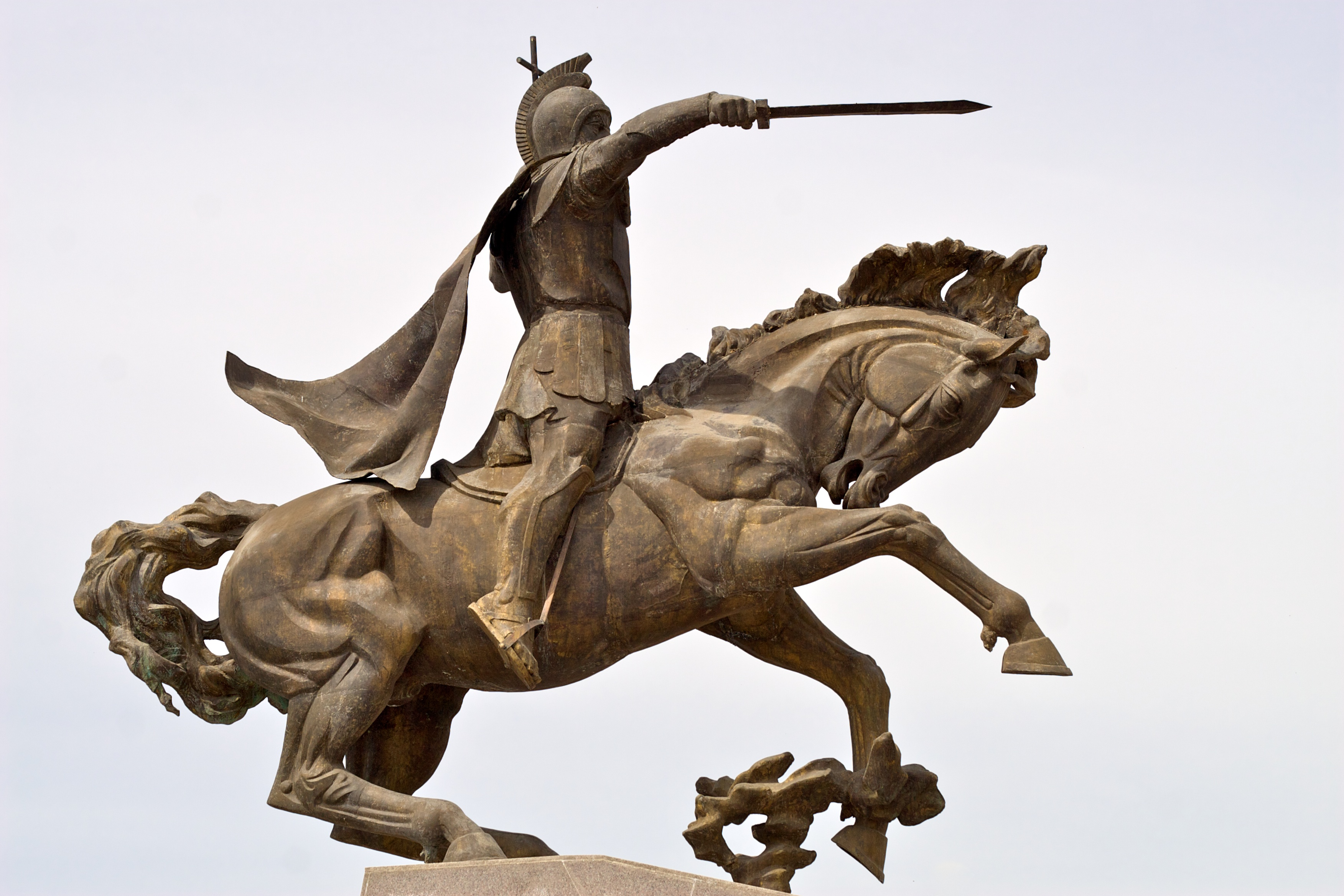
پیکره سوار بر اسب وارتان در پایتخت ارمنستان

بنابر آنچه یقیشه در نوشته‌های خود آورده یزدگرد دوم در دوران حکومت خود شروع به آزار و اذیت مسیحان قلمرو ساسانی کرد. این آزارها به حدی وسیع و گسترده بود که شمار زیادی از مسیحیان ایران مجبور به فرار به سرزمین‌های مسیحی از جمله ارمنستان، یونان و روم شدند. همین امر بهانه‌ای برای حملهٔ یزدگرد دوم به این سرزمین‌ها شد و او پس از مدتی اعلام کرد تمامی کشورهای مسیحی و مردمان تمامی سرزمین‌هایی که پیرو این آیین هستند دشمن او محسوب می‌شوند و به آن‌ها فرصت داد که یا از دین خود برگردند و پیرو دیانت زرتشت شوند یا اینکه با آن‌ها وارد جنگ خواهد شد.
یزگرد دوم سفیرانی به ارمنستان فرستاد و اعلام کرد که تمامی ساکنان این سرزمین باید تغییر مذهب دهند و به آیین زرتشت روی آورند. حاکمان خاندان‌های بزرگ ارمنی و سران روحانیان مسیحی بعد از شنیدن این فرمان شورایی تشکیل دادند و در این شورا اعلام کردند که از هر جهت مطیع دولت ساسانی باقی خواهند ماند اما هیچ‌گاه حاضر به تغییر مذهب خویش نخواهند شد. این پاسخ خشم یزدگرد را برانگیخت و پس از مدتی تعدادی از حاکمان خاندان‌های ارمنستان را به تیسفون فرا خواند و به آن‌ها اعلام داشت که اگر فرمان تغییر مذهب را نپذیرند، به ارمنستان حمله خواهد برد و علاوه بر اینکه آن‌ها را از مسند قدرتشان در ارمنستان برکنار خواهد کرد تمام مستملکاتشان را ازآن خود خواهد ساخت و قبایل وابسته به آنان را خواهد کشت.
تعدادی از سران این خاندان‌ها با نادیده گرفتن تهدیدهای یزدگرد به ارمنستان بازگشتند.
جنگ در راه بود و ارتش ارمنستان فرصتی اندک برای آماده شدن و حضور در صحنهٔ نبرد داشت. به فرمان وارطان تمامی خاندان‌های ارمنستان، به جز خاندان سیونی، سپاهیان خود را در شهر آرتاشات جمع کردند و پس از چندی این سپاه حرکت کرده و به میدان نبرد در دشت آرداز رسیدند.
دربارهٔ تعداد افراد سپاه ارمنستان بین مورخان اختلاف نظر وجود دارد. یقیشه شمار آنان را شصت هزار شامل دو لشکر پیاده و سواره نظام دانسته‌است. تعدادی از روحانیان و حتی زنان نیز در این نبرد حاضر بودند. در این جنگ تمام سربازان حاضر در ارتش ارمنستان امکانات جنگی مرسوم آن زمان را نداشتند و حتی عده‌ای بدون لباس‌های جنگی، کلاه‌خود و نیزه در میدان نبرد حاضر شده بودند. وارطان سپاه خود را به سه بخش تقسیم کرده بود و خود فرماندهی جناه چپ سپاه را بر عهده داشت.
ارتش ایران با شروع جنگ ابتدا جناح چپ سپاه ارمنستان را مورد هدف قرار داد. از آنجایی که مرکز فرماندهی ارتش ارمنستان در این نقطه قرار داشت این امر سبب هرج و مرج در دو بخش دیگر سپاه ارمنستان شد و به این ترتیب، ارتش ارمنستان در آستانهٔ نابودی قرار گرفت. در این هنگام وارطان تدبیری اندیشید و به لشکر فیل‌ها حمله برد. با نابودی بخش اعظمی از این لشکر به دست ارتش ارمنستان سپاه ایران انسجام خود را از دست داد اما در نهایت ارتش ساسانی فاتح این نبرد شد. سپاه ارمنستان در این جنگ تلفاتی سنگین داد و فرماندهٔ آن، وارتان مامیگونیان، هدف تیراندازان سپاه ساسانی قرار گرفت و در حالی که چند تیر در بدن داشت به کشته شد.
اما ارتش ساسانی نتوانست برای این پیروزی جشن بگیرد زیرا در اواخر جنگ فرمان یزدگرد دوم مبنی بر توقف این نبرد به فرماندهان سپاه ساسانی رسید.
در نتیجه، این نبرد، که بر سر مسئلهٔ تغییر مذهب ارمنستان و زرتشتی کردن آنان درگرفته بود، بدون دستاوردی برای یزدگرد دوم به پایان رسید.

## جدا شدن کلیسای ارمنی و نتایج آن
جدا شدن کلیسای ارمنی در سده پنجم اتفاق افتاد. در نخستین سده‌های آغاز کلیسای مسیحی تعدادی فرقه‌ها و طریقتهای مختلف برمبنای ماهیت عیسی مسیح پیدا شد و رواج یافت، و بدیهی است کلیسای ارمنی که یکی از کهنترین کلیساهای هم وجود و معاصر با این اختلافات و مشاجرات بود ناگزیر شد که در برابر آن‌ها موضع بگیرد.
مهم‌ترین این طریقتها عبارت بودند از: طریقت آریانی (آریانیسم)، طریقت نسطوری (نستوریانیسم)، طریقت تک جوهری (میافیزیسم).
کلیسای رم در شورای نیقیه (منعقد در سال ۳۲۵م) ضمن محکوم کردن طریقت آریانی اعلام کرده بود که عیسی مسیح از همان جوهر خدا است. کلیسای ارمنی نخست این طریقت را پذیرفت و سپس به طریقت تک جوهری که در واقع نتیجه یا صورت قوی تر همان اعتقاد است گروید.
بعدها وقتی در شورای خلقیدون (منعقد در سال ۴۵۱م) کلیسای رم به طریقت تازه‌ای گرویدند که همان طریقت پاپ لئون یکم بود، و بنابر معتقدات آن طریقت، دو جوهر جداگانه در ذات عیسی بوده‌است که یکی انسانی و دیگر خدایی بوده و این دو جوهر باهم متحد شده لیکن بهم درنیامیخته‌اند، کلیسای ارمنی به همان طریقت تک جوهری (میافیزیسم) خود وفادار ماند و از کلیسای کاتولیک (رم) جدا شد، و جدایی قطعی در ۴۹۱م روی داد.
در این رویه کلیسای ارمنی آنچه در درجه اول حایز اهمیت است علاقه آن به سنن و معتقدات اولیه است. او که خود را یک کلیسای اصیل روحانی یعنی مستقیماً ملهم از حواریون عیسی می‌دانست نه ملهم از کشیشان زیر دست حواریون، احساس می‌کرد که این انجمن‌های متوالی منعقد در طول سده‌های چهارم و پنجم، که در آن‌ها شریعت مسیحی مدام تعبیرهای تازه‌ای پیدا کرده‌است به هیچ وجه با اصالت مذهب مسیح سازگار نیست. در واقع کلیسای ارمنی یک رویه محافظه کاری در پیش گرفت و هرگونه ملحقات و اضافات متعصبانه و همچنین هرگونه ابداعاتی را که به عقیده خودش معتقدات اولیه را تحریف یا خدشه دار می‌نمود رد کرد. مسیحیت رم از زمان امپراتوری تئودئوس یکم، حالت یک مذهب دولتی متعصب و سختگیر پیدا کرده بود و طریقتهای دیگری را که به نظر بسیاری به مسیحیت واقعی خیانت می‌کردند به شدت سرکوب می‌کرد. همه این مشاجره‌ها و این اختلاف‌ها مربوط به مسایل معنوی و مذهبی نبود بلکه به مسایل مادی نیز ارتباط داشت. ریشه آن اختلافات در مبارزه‌ای بود برسر اعمال نفوذ و قدرت بین چهار مرکز اسقف اعظم یا چهار پایتخت دنیای مسیحیت، یعنی رم، اسکندریه، انطاکیه و قسطنطنیه. اسکندریه، مغرور به نقش مهمی که حکمای الهی و دانشمندانش در تدوین و ترتیب اصول و فروع دین مسیحیت بازی کرده بودند انتظار داشت که مرجع تقلید و نمونه واقعی ایمان برای پیروان این دین باشد و حال آنکه رم و قسطنطنیه نمی‌خواستند زیر بار چنین تفوق و امتیازی بروند.
نتیجه به وجود آمدن کلیسای مستقل ارمنی این بود که نگذاشت ارمنستان به‌طور کامل به غرب تکیه بکند. رم بعدها دایماً ارمنستان را به خاطر این جدایی ملامت می‌کردند. بی شک دورانهایی پیش‌آمد (به‌طور مثال جنگ‌های صلیبی) که چه دولت امپراتوری رم شرقی و واتیکان، پاپ از ارمنیان حمایت کردند، ولی این کمک‌ها و این پیوستگی‌ها بخصوص به ملاحظات سیاسی بود نه به رعایت جهان مذهبی، زیرا در زمینه سیاسی منافع آنان با منافع ارمنستان یکسان بود.
با این حال ارمنستان وجود و بقای خود را مرهون همان کلیسای مستقل است، و ارمنیان تنها به پاس همان علاقه شدیدشان به آن کلیسا بوده که توانستند مذهبشان را نگاه دارند؛ بنابراین آن کلیسای مستقل تنها موجب ضعفشان نشد بلکه موجب تقویتشان هم شد. آن کلیسا به توده ارمنی و به ملیت آنان هویت بخشیده‌است، چه بدون آن ارمنیان در شکم بیزانس حل شده بود.
فردریک ماکلر می‌نویسد: «این لجاجت ارمنیان در حفظ و نگهداری کلیسایشان شاید آنان را بی دوست و رفیق کرده ولی بقای سیاسی آنان را نیز تأمین نموده‌است.»

## کلیسای ارمنی در سده‌های ۱۷–۱۹م

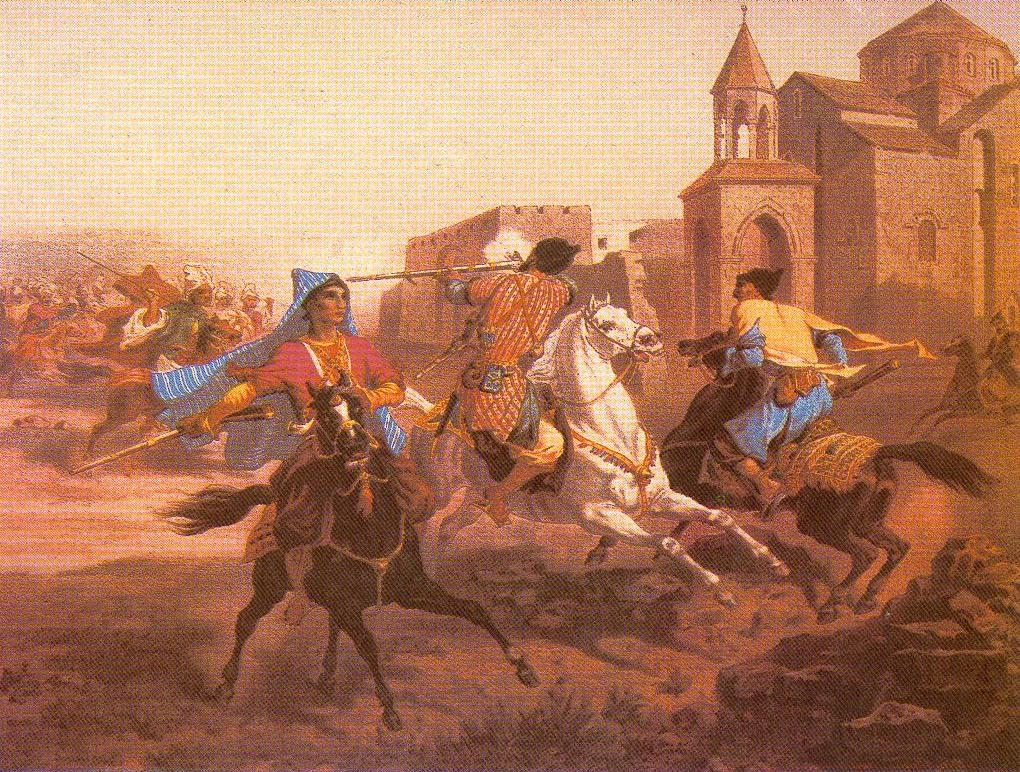
حمله کُردهای محلی به همراه ایرانیان به سه‌کلیسا (اچمیادزین). نگاره از گریگوری گاگارین، پاریس. ۱۸۴۷.

سده ۱۷م، مصادف با کوچ ارمنیان به مناطق داخلی ایران توسط شاه عباس اول گرچه امنیت تعداد کثیری از مهاجران در داخل ایران تأمین و تثبیت شد لیکن با تخلیه بخش‌هایی از ارمنستان از ساکنان ارمنی خود ضربه شدیدی به موقعیت اجتماعی و سیاسی این دیار وارد آمد. با این حال در طول این سده جنبش‌های روشنگرانه و رستاخیزی در میان ارمنیان صورت گرفت.
در این برهه از زمان جاثلیق‌هایی برگزیده شدند که اقدامات قابل توجهی انجام دادند و پیش از همه باید از جاثلیق مُوْسس تاتواتسی سوم (۱۶۳۲–۱۶۲۹م) یاد نمود. او فعالیت‌های چشمگیری در زمینه تعلیم و تربیت، اصلاحات کلیسایی و عمران مراکز مذهبی و آموزشی انجام داد و او موفق شد روابط مقر رهبری اچمیادزین را با دربار شاه ایران به سطح مطلوبی برساند.

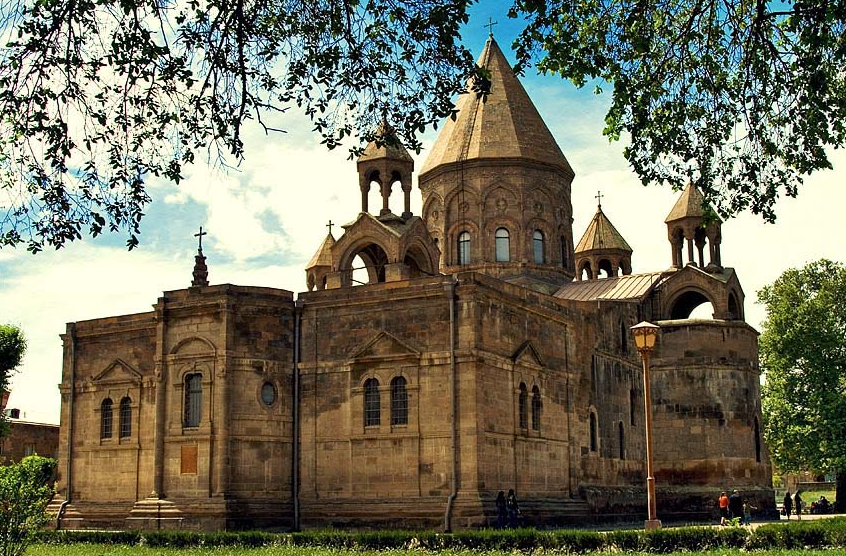
کلیسای جامع اچمیادزین

پس از او جاثلیق پیلیپوس آغباکتسی اول (۵۵–۱۶۳۳م) فعالیت‌های اصلاحی مقر کلیسا را ادامه داد. در زمان جاثلیق جوغایتسی چهارم (۱۶۸۰–۱۶۵۵) بسیار پر ثمر بود. وی فعالیت‌های چشمگیری در زمینه رشد آگاهی‌های ملی و بازشناسی هویت فرهنگی و ملی ارمنیان صورت گرفت. پس از او جاثلیق یغیا آینتاپِتسی اول (۱۶۹۱–۱۶۸۱) و ناهاپت ادساتسی اول (۱۷۰۵–۱۶۹۱) بودند.
در نیمه اول سده ۱۸ جوامع کاتولیک ارمنی در استانبول و مناطق همجوار تشکیل شد. در سال ۱۷۴۰م اسقف کاتولیک آبراهام آرزیویان در لبنان خود را جاثلیق ارمنیان کاتولیک اعلام نمود و مورد حمایت و پشتیبانی پاپ رم قرار گرفت. در این دوران مجتمع کلیسایی اچمیادزین ترمیم و تکمیل شد، کارخانه کاغذسازی و چاپخانه تأسیس گردید.
در دوران رهبری جاثلیق گئورگ کُستاندُنُوپُلستسی چهارم (۱۸۸۲–۱۸۶۶م) بسیار پر ثمر بود. در زمان او مدرسه علوم دینی گئورکیان در اچمیادزین تأسیس شد(۱۸۷۴م). موزه اچمیادزین، کلیسای اوشاکان در جوار مزار مسروپ ماشتوتس (۱۸۷۹) در زمان او بنا شدند و ماهنامه آرارات ارگان رسمی مقر رهبری کلیسای ارمنی تأسیس و منتشر گردید.
در جریان جنگ‌های روسیه و ترکیه عثمانی ارمنیان، ارمنستان غربی که تحت اشغال ترکیه قرار داشت و ارمنستان شرقی که تحت سلطه روس‌ها بود لطمات و صدمات زیادی متحمل شدند. کلیساهای ارمنی و رهبرانش نیز از این امر مبری نماندند. از فعالان نامی این دوره خریمیان هایریک بود که در سال ۱۸۹۲م به عنوان جاثلیق انتخاب شد و تا سال ۱۹۰۷م فعالیت خود در نقش رهبری ادامه داد.
در این دوره به ویژه جنبش‌های رهایی‌بخش اوج گرفت و چندین گروه و حزب سیاسی تأسیس شدند و رهبران کلیسای ارمنی نیز نقش خود را در این جنبش‌ها ایفا نمودند. خریمیان هایریک دچار مصائب زیادی شد از سوی ترکان عثمانی شاهد نسل‌کشی ارمنی‌ها و از سوی روس‌ها شاهد غصب و تصاحب اراضی و دارایی‌های کلیسای ارمنی و مدارس بود.

## کلیسای ارمنی در سده بیستم

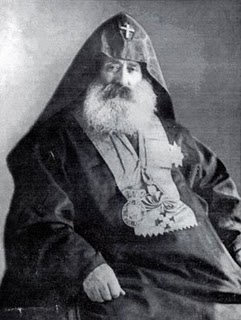
خریمیان هایریک

در اوایل سده بیستم دنیا شاهد نخستین نسل‌کشی بود در سال ۱۹۱۵ بیش از ۱/۵ میلیون ارمنی از سوی دولت عثمانی قتل‌عام شدند. در جریان این کشتارها بیش از ۴۰۰۰ نفر روحانی ارمنی جان خود را از دست دادند. رهبری کلیسای ارمنی در این دوره بعهده جاثلیق گئورک سورنیان پنجم بود (۱۹۳۰–۱۹۱۱) بود. ملت ارمنی که در برابر تُرکان تنها مانده بودند با ندای ناقوس کلیساهای دشت آرارات آماده کارزار و دفاع از هویت و موجودیت خود گردید آن‌ها در اثناء جنگ‌های سرداراباد، باش آباران و قره کلیسا (۲۲ تا ۲۶ مه ۱۹۱۸) توانستند شکست سختی به دشمن مسلح برسانند و روز ۲۸ ماه مه نخستین جمهوری ارمنستان خود را اعلام موجودیت کرد.
با استقرار سیستم کمونیسم در ارمنستان، کلیسای اچمیادزین دچار تحولات و فراز و نشیب‌های اساسی شد. حزب کمونیست که فلسفه خدا ناباوری را در سرلوحه کار خود داشت به ستیز با کلیسا و روحانیون پرداخت و بسیاری از کلیساها غصب شدند، کلیسا از حقوق مالکیت اراضی و دیگر دارایی‌ها محروم گردید. بعد از فوت جاثلیق گئورک، جاثلیق خورن مرادبگیان اول (۱۹۳۸–۱۹۳۲) به عنوان جاثلیق برگزیده شد. در دوران او شرایط بسیار سخت و مصائب کلیسای ارمنی در آن سال‌های اولیه حکومت شوروی غیرقابل تحمل شده بود. (در سرتاسر ارمنستان تنها چهار کلیسا باقی مانده‌است و بیش از ۸۰۰ کلیسا به تدریج و اکثراً به روش بوروکراتیک تعطیل شد)
نظام حتی به این حد نیز قانع نشد در ماه آوریل ۱۹۳۸ اقدام به قتل جاثلیق کل کلیسای ارمنی نمود. قتل جاثلیق باعث تأثر عمیق مردم گردید. بعد از او اسقف اعظم گئورک چورکچیان جانشین او شد.
در دوران جنگ جهانی دوم کلیسای ارمنی با ارجح دانستن منافع ملی قوم ارمن علی‌رغم ضرباتی که از سوی زمامداران شوروی تحمیل کرده بود به حمایت از دولت اتحاد جماهیر شوروی سوسیالیستی در برابر آلمان پرداخت لذا چورکچیان طی اعلامیه‌هایی از ارمنیان ساکن کلیه کشورهای جهان جهت کمک به شوروی برای مقابله با آلمان کمک خواست. این کمک‌ها در خدمت یگان زرهی تانک موسوم به داویت ساسونی قرار گرفت. بالاخره دیدگاه و رفتار رژیم ژوزف استالین نسبت به کلیسای ارمنی تغییر کرد. پس از وقفه طولانی دولت اجازه داد ماهنامه اچمیادزین مجاز اعلام شود و انتشار آن از سر گرفته شد.

وازگن یکم

در ماه سپتامبر ۱۹۵۵ وازگن پالچیان اول(وازگن یکم) به عنوان جاثلیقی انتخاب شد. او با استفاده از شعارهای صلح طلبانه حزب کمونیست موفق شد سیاستی در پیش گیرد تا کلیسا را از ضربات کمونیستهای افراطی مصون نگه دارد و چند مدال صلح دریافت کند و از سوی دیگر توانست عمران و آبادی مراکز مذهبی را گسترش دهد. در زمان او روابط کلیسا به ویژه با ارمنیان ساکن کشورهای دیگر مستحکم گردید. با تلاش او در سال ۱۹۶۵م در محوطه اچمیادزین مقدس بنای یادبود نسل‌کشی ارمنی‌ها برپا شد و متعاقب آن مجموعه عظیم نسل‌کشی ارمنی‌ها در یادمان نسل‌کشی ارمنی‌ها افتتاح شد. در سال ۱۹۶۸ با فرمان او بنای عظیم سرداراباد ساخته و افتتاح شد.
نخستین رئیس‌جمهور و مجلس ملی ارمنستان با دعای جاثلیق وازگن یکم کار خود را شروع کرد. وازگن یکم به خاطر خدمات فراوان خود به کلیسا و ملت ارمنی در تاریخ ۲۸ ژوئن ۱۹۴۴م موفق به دریافت نخستین «مدال قهرمان ملی ارمنستان» عالی‌ترین نشان افتخاری جمهوری ارمنستان از دست ریاست جمهوری شد. جاثلیق وازگن اول در ۱۸ اوت همان سال چشم از جهان فروبست. بعد از او گارگین اول (۱۹۹۹–۱۹۹۵) به عنوان صد و سی یکمین جاثلیق ارمنی برگزیده شد. بعد از او گارگین دوم (اسقف اعظم گارگین نرسیسیان) را به عنوان رهبر کلیسای ارمنی برگزیده شد.

## سلسله مراتب کلیسای ارمنی
سلسله مراتب یا ارکان کلیسای حواریون ارمنی از چهار رتبه و حوزه تشکیل می‌شود و این امر به سازمان اداری کلیسا بستگی دارد. این ارکان یا مقر یا حوزه‌ها عبارتند از: «جاثلیقیه، به طریقیه و مقرها یا حوزه‌های رهبری. غیر از این‌ها حوزه‌های اسقفی نیز وجود دارند که تحت نظارت جاثلیقیه‌ها قرار دارند.»
چهار رکن و مرتبه کلیسای ارمنی عبارت هستند از:
- جاثلیقیه کل کلیسای ارمنی

مقر جاثلیق کل کلیسای ارمنی در شهر اچمیادزین مقدس می‌باشد. لفظ جاثلیق از ابتدای تأسیس کلیسای رسمی ارمنی و در مورد خاندان گریگور روشنگر کاربرد نداشت، به وی القابی چون رئیس کاهنان، پدر روحانی بزرگ (هایراپت)، سر اسقف داده می‌شد.
- جاثلیقیه (جاثلیق نشین)

خاندان بزرگ کیلیکیه یا به اختصار جاثلیقیه کیلیکیه. در زمان پادشاهی ارمنی کیلیکیه در پایتخت آن پادشاهی شهر سیس (قوزان (ترکیه)) واقع بود بعد از نسل‌کشی ارمنی‌ها از سال ۱۹۳۰ به انطلیاس در نزدیکی بیروت منتقل گردید.
- به طریق‌نشین اورشلیم

مقر بطریق در هاکبیانتس مقدس اورشلیم واقع در کوه صهیون محل شهادت هاکوبوس حواری می‌باشد. یکی از وظایف مهم این به طریقیه حفظ و حراست از اماکن مقدسه متعلق به ارمنیان است.
- به طریقیه قسطنطنیه

اکنون این به طریقیه به نام به طریقیه ارمنیان ترکیه اشتهار دارد.
درجات روحانی کلیسای ارمنی:
روحانیان کلیسای ارمنی به‌طور کلی دو گروه هستند: روحانیون عزب و روحانیون متأهل. تنها روحانیون عزب می‌توانند به درجات عالی رهبری برسند.
در کلیسای ارمنی اعطاء درجات روحانی از طریق دستگذاری و انتصاب صورت می‌گیرد.
درجات روحانی عبارتند از:
درجه رهبانیت و راهب، درجه اجتهاد و مجتهد (به ارمنی وارتاپت و وارتاپتوتیون)، درجه اجتهاد، مجتهد اعظم (به ارمنی زایراگوین وارتاپت) و اسقفی و اسقف (به ارمنی یپیس کوپوس). اسقف اعظم لقبی است که با فرمان جاثلیق اعطا می‌شود. مقام جاثلیقی هم درجه روحانی است و هم مقام.
مقام‌های کلیسایی عبارتند از:
«شبان روحانی، معلم مبلغ، رهبری، به طریقی. در کلیسای ارمنی دو مقام به طریق وجود دارد، به طریق اورشلیم که از طرف جامعه روحانی منصوب می‌شود و به طریق استانبول از طرف شورای مربوطه منتصب می‌گردد.»
مقام‌های پایین‌تر از کشیشی عبارتند از:
«دربان، قاری، مسئول قسم یا سوگند یار، مشعل بان»

## کتاب مقدس و ترجمه‌های کتاب مقدس

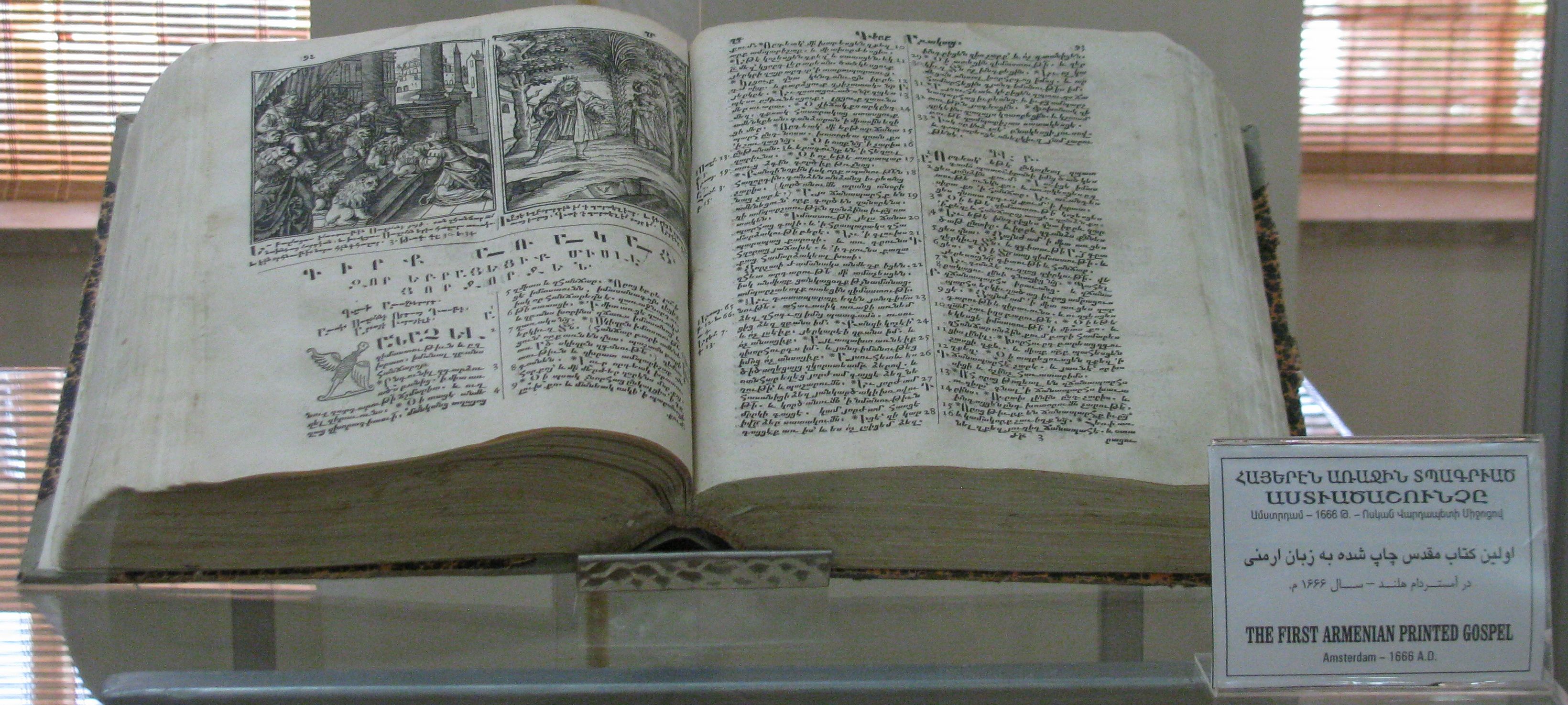
نخستین کتاب مقدس چاپ شده به زبان ارمنی در آمستردام هلند. سال ۱۶۶۶ میلادی. موزه کلیسای وانک اصفهان

کتاب مقدس (به ارمنی Astvadsashounch یا sourp girk به انگلیسی the bible)از دو بخش عهد عتیق (به ارمنی hin-ktakaran به انگلیسی old testament) و عهد جدید (به ارمنی nor-ktakaran و به‌طور کلی avetaran به انگلیسی gospel یا new testament) تشکیل شده‌است.
بخش اول شامل ۳۹ و بخش دوم ۲۷ کتاب است؛ که جمعاً ۶۶ کتاب می‌باشد. عهد عتیق مورد قبول مسیحیان و یهودیان است اما عهد جدید تنها مورد پذیرش مسیحیان می‌باشد.
کتاب‌های عهد جدید از سه بخش تشکیل می‌شوند:
«انجیل‌ها، اعمال و رساله‌های رسولان، مکاشفه یوحنا.» به‌طور کلی کتاب‌های عهد عتیق در آغاز به زبان عبری و چند کتاب نیز به زبان یونانی و آرامی نگاشته شده‌اند. زبان دوم کتاب مقدس زبان یونانی است. قابل ذکر است که در زمان عیسی مسیح زبان رایج در فلسطین و یهود زبان آرامی بود؛ و خود ایشان به این زبان صحبت می‌کردند که جزو زبان‌های سامی به‌شمار می‌رود.
نخستین نسخه چاپی به زبان ارمنی:
چاپ کتاب مقدس به زبان ارمنی در شرایط سختی انجام گرفت. این امر به همت وسکان یروانتسی و ماتئوس زارتسی در طول سال‌های ۶۸–۱۶۶۶ (قابل توجه است که اختراع چاپ در سال ۱۴۵۵م نخستین کتاب چاپی ارمنی در سال ۱۵۱۲ صورت گرفت) در آمستردام انجام شد. بهترین انتشار کتاب مقدس همان است که زهرابیان به سال ۱۸۰۵م در ونیز به چاپ رسانده‌است.
کتاب مقدس الهام بخش بسیاری از اندیشمندان ارمنی در خلق آثار ادبی، فلسفی، اخلاقی بوده‌است. از دیگر سو کتاب به عنوان سر منشأ هنر مینیاتور و موسیقی مذهبی به توسعه و گسترش و تعالی فرهنگ ارمنی کمک عمیق و همه‌جانبه نموده‌است.

## کلیسای ارمنی
کلیسای ارمنی به منزلهٔ نهادی دینی دارای دو نقش هم‌زمان در هویت قومی ارمنیان است؛ از یک سو یکی از عناصر مهم هویت ارمنی محسوب می‌شود و از سوی دیگر از عوامل مهم حفظ و بازتولید عناصر و نمادهای هویت قومی ارمنیان است.
کلیسای ارمنی از نوع کلیساهای مرسلی است و با عنوان کلیسای مرسلی و ملی ارمنیان نامیده می‌شود. این کلیسا به هیچ‌یک از مذاهب کاتولیک و پروتستان وابستگی ندارد و به این دلیل کلیسای ملی و ارمنی خوانده می‌شود.

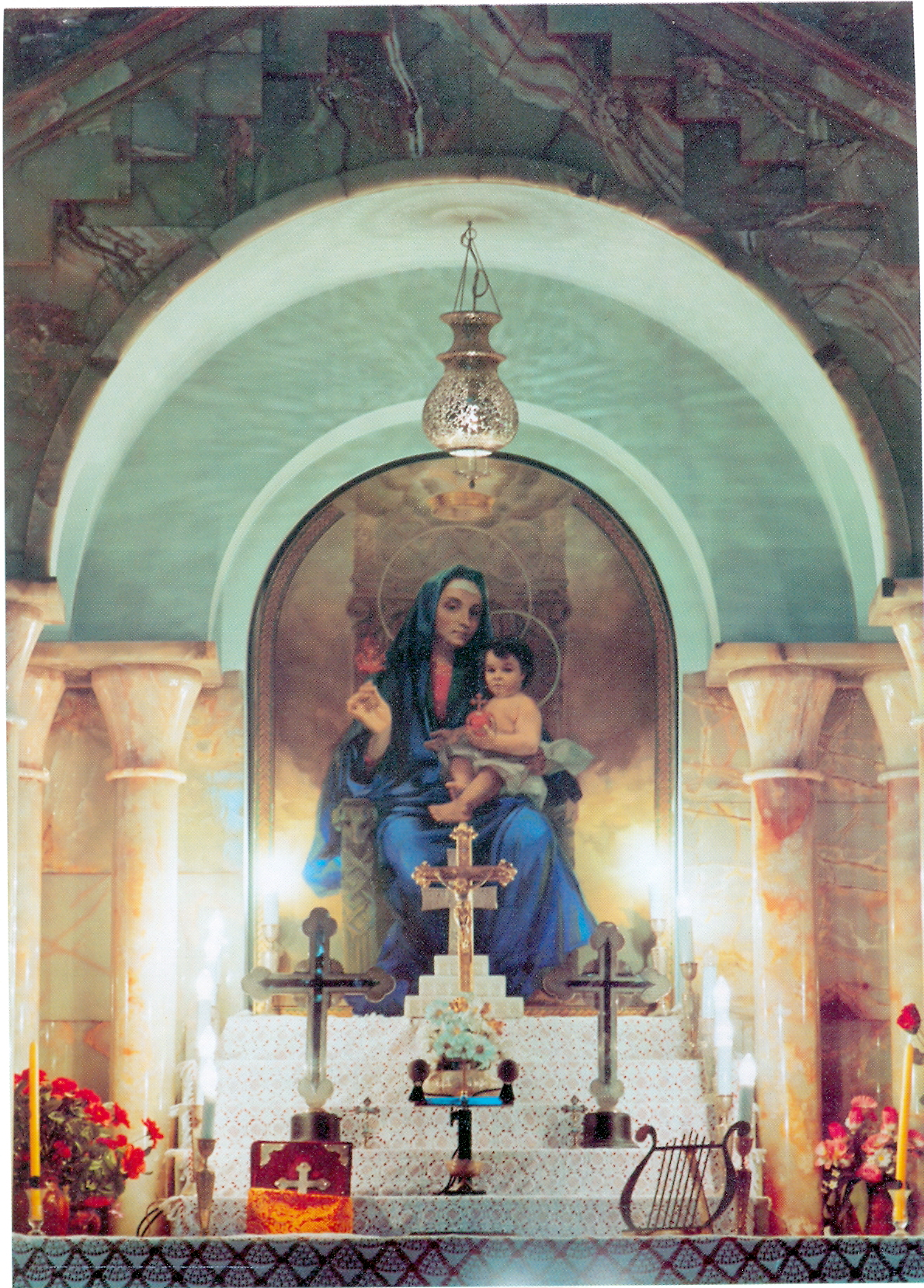
محراب، کلیسای سرکیس مقدس

جدایی کلیسای ارمنی از کلیساهای امپراتوری روم شرقی غیر از دلایل مذهبی، دلایل سیاسی ـ اجتماعی دیگری هم داشت. اول آنکه، مسیحیت بیزانسی و رومی، از زمان امپراتوری تئودور یکم، تبدیل به دولتی مذهبی و متعصب شده بود که سخت‌گیری‌های زیادی داشت و به سرکوب سایر طریقت‌ها می‌پرداخت. از طرف دیگر، در آن زمان چهار مرکز اسقف اعظمی وجود داشت که در واقع چهار پایتخت دینی مسیحیت بودند: رم، اسکندریه، انطاکیه و قسطنطنیه.
این مراکز دینی حاضر به پذیرش این سخت‌گیری‌ها نبودند. ارمنیان خود را از این دعواها دور نگه داشتند و بیشتر متوجهٔ مرکز انطاکیه بودند. از طرفی کلیسای بیزانس به دنبال افزایش تسلط خود بر کلیساهای خاورزمین بود و آن‌ها را تبدیل به عوامل تحت ارادهٔ خود می‌کرد. در این وضعیت، کلیسای ارمنی برای حفظ موجودیت خود و جلوگیری از حل شدن در بیزانس استقلال خود را حفظ کرد و از آن کلیسا فاصله گرفت. اگرچه این جدایی برای ارمنستان پیامدهای سیاسی نه چندان مطلوبی به دنبال داشت و سبب بدبینی و دشمنی تاریخی بیزانس با ارمنیان و ایجاد مشکل برای آنان، از جمله تضعیف و تقسیم ارمنستان در سده یازدهم میلادی شد، کلیسای ملی مستقل ارمنی را مبدل به عامل بقای ارمنستان در طول تاریخ ساخت. علاقهٔ شدید ارمنیان به کلیسایشان سبب شد تا آن‌ها مذهب خود را حفظ کنند و موجب شد تا کلیسا به منزلهٔ عامل هویت بخش ملت ارمنی و عامل مؤثر در بقای سیاسی آنان نقش مهم خود را در طول تاریخ ایفا کند.
حیات سیاسی ارمنیان نیز مرهون کلیسای ارمنی است. در تمامی دورانی که ارمنیان فاقد حاکمیت سیاسی واحد بودند و تحت سلطهٔ قدرت‌های دیگر می‌زیستند این کلیسای ارمنی بود که نقش رهبری جامعه را بر عهده داشت و به جای حاکمیت سیاسی ادارهٔ امور جامعه را برعهده می‌گرفت. پاسدرماجیان در این مورد می‌نویسد:
«کلیسای ارمنی گذشته از این خدمت اساسی که برای حفظ و بقای حیات فرهنگی و معنوی ملت انجام داده، در واقع، خود ملت را نیز در چهارچوب امپراتوری عثمانی رهبری کرده و نگذاشته‌است که وجودش در وجود ترکان عثمانی مستحیل شود.»
محققان تاریخ ارمنی معتقدند جماعت ارمنیان پراکنده و کلیساهای ارمنیان دیاسپورا نقشی مهم در احیای ملت ارمنی، ایجاد احساسات ملی گرایانه و میهن پرستانه و نهایتاً، کسب استقلال ملت ارمنی داشته‌اند.
یرواند آبراهامیان نیز در بیان اهمیت کلیسای ارمنی در حیات سیاسی ـ اجتماعی این ملت می‌نویسد:
«اهمیت کلیسای ارمنی به این دلیل است که در طول دوره‌ای طولانی، که ارمنیان فاقد دولت بودند، کلیسا نقش دولت را هم بازی می‌کرد.»
از نظر هراند پاسدرماجیان وجود دو صفت اصلی در کلیسا، یکی یگانگی صمیمانه با ملت و دیگری ارزش مردم سالارانه و آزادیخواهانهٔ آن، علت اصلی نقش عمیق کلیسا در حیات سیاسی و اجتماعی ملت ارمنی بوده‌است.
«نقش کلیسا در حیات سیاسی و احیای مجدد ارمنستان در سده نوزدهم میلادی را تشبیه به نگهبانان مشعل کرده‌اند، نگهبانانی که در طول سده‌ها مخازن و گنجینه‌های معنوی، ادبی و فرهنگی این ملت را در درون صومعه‌ها و کلیساها حفظ و حراست کردند و از دستبرد زمان و تهاجم بیگانگان در امان نگاه داشتند تا به روشنفکران، شاعران و سیاستمداران نسل‌های جدید بسپارند و آن‌ها با روح بخشی مجدد به این گنجینه‌ها زمینهٔ احیای مجدد ملت ارمنی و استقلال کشور را فراهم آورند.»

## چلیپاسنگ یا خاچکار

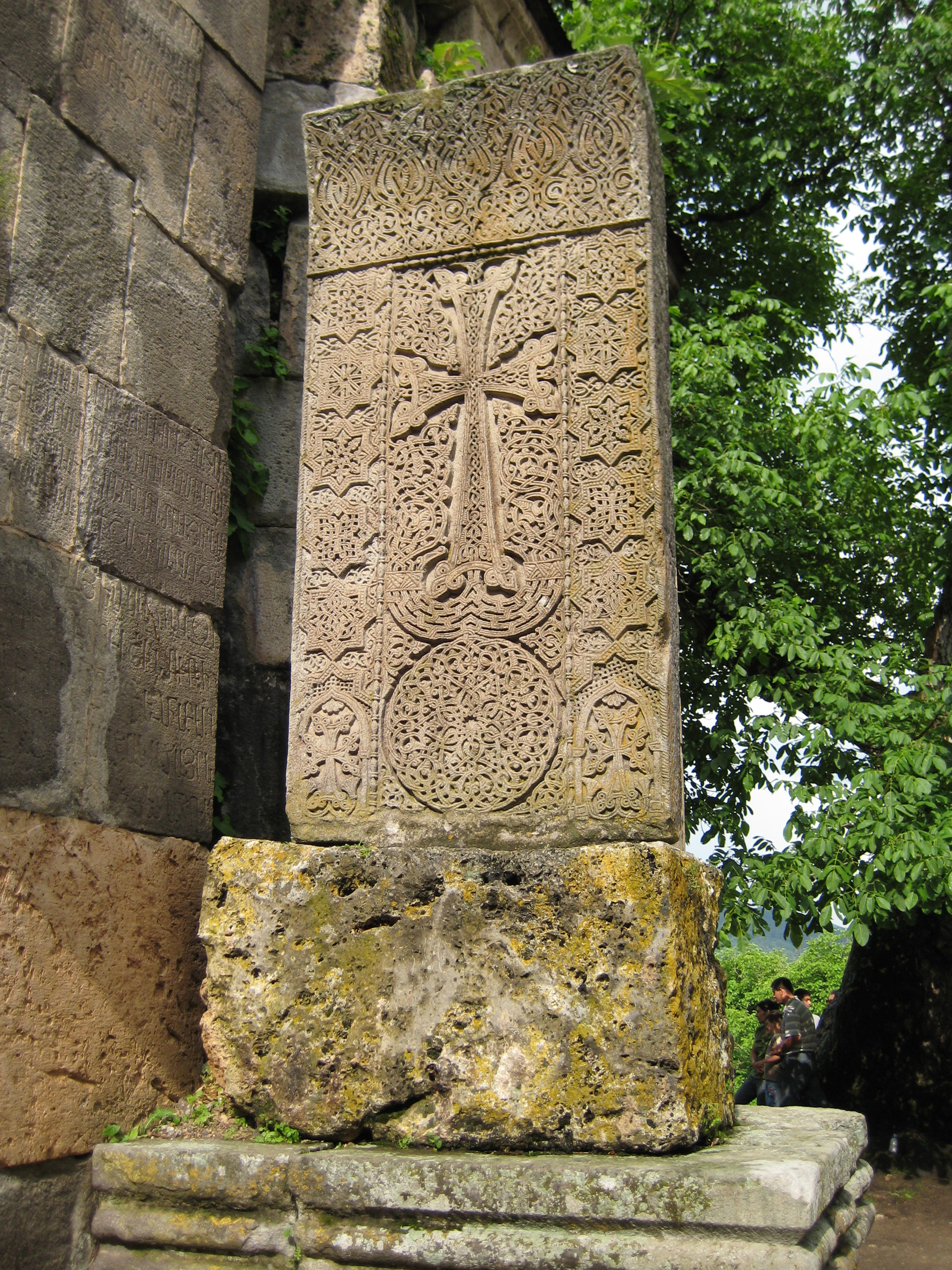
چلیپاسنگی در صومعه هاغارتسین، نزدیک شهر دیلیجان ارمنستان.

اقوام و ملل مختلف واژه‌هایی را به بشریت اهدا کرده‌اند که ترجمه نمی‌شوند، واژه‌هایی که معرف گوشه‌هایی از زندگی‌نامه یا ارزش‌های منحصر به فردِ فرهنگ مادی یا معنوی آن‌ها هستند. یکی از واژه‌هایی که از زبان ارمنی به دنیای متمدن راه یافته واژه «خاچکار» است.
در منابع ارمنی اطلاعاتی موجود است مبنی بر آنکه مبلغان و رزمندگان دیانت نو در محل معابد تخریب شدهٔ دین کهن و در میدان‌ها و بر جاده‌ها به نشانهٔ پیروزی دیانت نو صلیب‌های چوبی می‌نشاندند اما صلیب چوبی دوام چندانی نداشت و ناگزیر باید راهی برای دوام بیشتر آن پیدا می‌شد. در اینجا بود که تجربهٔ سده‌های گذشته دوران پادشاهی وان و دوره‌های بعد به یاری دیانت نو آمد. صلیب چوبی به صلیب سنگی تبدیل و بر پایهٔ سنگی ساده‌ای استوار شد.
چلیپاسنگ که در محیط فرهنگی ارمنستان در دوران اولیهٔ مسیحیت، به منزلهٔ میراث دار و ادامه دهندهٔ منطقی حجاری آثار یادبود دوران باستان متولد شده بود در گذر سده‌ها رشد کرد و تکامل یافت و به یکی از شکوهمندترین جلوه‌های هنرهای زیبا تبدیل شد و به منزلهٔ اثر خاص ارمنیان، با نمونه‌های بی‌همتا گنجینه‌های فرهنگ هنری انسان متمدن را غنی تر کرد.

## آداب و رسوم کلیسایی
- خاچاگنکل به معنی صلیب کشیدن

صلیب کشیدن بر چهره یکی از آداب دینی در حین برگزاری مراسم، به هنگام ورود به کلیسا و مکان مقدس، و در حین سوزاندن کندر و دعای روحانی مجری مراسم است.
- سجده

در هنگام مراسم، به ویژه در زمان پاتاراک، رسم است که خداوند را سجده کنند. ارجی است که ما به خداوند می‌گذاریم.
- سوزاندن کندر

در بیشتر مراسم کلیسا کندر دود می‌شود. کندری که در مراسم دود می‌شود، غیر از خوشبویی، نشانه نیایش پرشور و دعای خیر است.
- تبرک خانه

در جشن‌های میلاد مسیح و زادیک مقدس، رسم است که کشیش برای مژده دادن میلاد یا (رستاخیز) منجی به خانه پیروان حوزه خود می‌رود. این دیدار یا بهتر بگوییم مژده دادن را تبرک خانه می‌نامند. آیین تبرک خانه از زمان حواریون آغاز شده‌است.
- تبرک نمک و قربانی کردن

در همه دین‌ها، نثار قربانی رسم مهمی است. گریگور روشنگر در این رسم، تبرک نمک را نیز برای مسیحیان برقرار کرد. بر این پایه است که پیش از نثار هبه (قربانی)، نمک از سوی یک روحانی متبرک شده به قربانی داده می‌شود سپس قربانی را سر می‌برند.
- نان مقدس و ماس

نان مقدس و ماس در کلیسا فراهم می‌شود تا میان دینداران بخش شود. نان مقدس برای تقدس مراسم پاتاراک به کار می‌رود و برای تبرک به ایمانداران داده می‌شود.
- شمع افروزی

در کلیسا رسم است که شمع روشن کنند و آن رسمی خداپرستانه و بیان آشکار احساسات دینی است.
- زیارت

زیارت، از مکان‌های مقدس دینی، دیرهای تاریخی، و گاه کلیسا به مناسبت نامگذاری آن مکان‌ها یکی از رسوم دینی است.
- صندوق اعانات

در کلیسا رسم است که صندوق بگردانند و برای برآوردن برخی نیازها پول جمع کنند. رسم صندوقچه را حواریون برقرار کردند، تا با پول جمع‌آوری شده به تنگدستان یاری رسانند. پس از آن، این رسم در کلیسا ماندگار شد، تا هدایای گردآمده را صرف نیکوکاری و نوسازی کلیسا نمایند.
- تبرک قبرها

براساس رسمی که پدران کلیسا برقرار کرده‌اند، فردای هر یک از روزهای جشن‌های بزرگ، مانند:جشن زادیک و وارداوار و جشن میلاد، روز یادبود مردگان خواهد بود. هدف تبرک قبرها آن است که مردگان را یاد کنند و امید به زنده شدن مردگان را نوید دهند.
- هوکه هانگیست به معنی ترحیم

در کلیسا رسم است که پس از خاک‌سپاری مردگان و انجام پاتاراک مقدس، مراسم ترحیم برگزار شود. ترحیم را در روز چهلم و سالگرد مرگ برگزار کنند. در میان ارامنه ایران برگزاری ترحیم در روز هفتم نیز مرسوم است.

## جشن - تُن
جشن را در زبان ارمنی تُن یا دُن می‌نامند. آن برگرفته از واژه (تونوس) یونانی، به معنی مراسم و آیینی گروهی است. ارمنیان با پیشینه چند هزار ساله خود همانند دیگر اقوام باستانی، جشن‌های گوناگونی داشته‌اند. بیشتر جشن‌ها و ایزدان ارمنی همانندی و مشترکاتی با جشن‌ها و ایزدان اقوام ایرانی دارند و این به سبب زندگی مشترک و همسایگی دیرپای ایرانیان و ارمنیان بوده‌است.
مهم‌ترین ایزدان ارمنستان باستان چنین بودند: «آرامازد، آستقیک، آناهید، واهاگن، نانه.»
با پیدایش و گسترش مسیحیت در سده یکم میلادی، آیین اساطیری و باورهای باستانی اقوامی که در تماس با آن قرار گرفتند سست شد و باورهای پیش از مسیحیت به آرامی رو به نابودی نهاد. دین مسیح در محیطی یهودی پدید آمد، سپس در میان مردمان غیر یهودی گسترش یافت. استان‌های شرقی امپراتوری رم و سرزمین کوهستانی ارمنستان از نخستین جاهایی بودند که مسیحیت در آن ریشه دوانید، پیروانی یافت و در نواحی پیرامون خود گستره شد.
اگرچه ارمنستان، نخستین دولت مسیحی جهان، این دین را در سال ۳۰۱م پذیرفت، اما بخشی از مردمانی که نسل اندر نسل با دین باستانی ارمنیان زیسته و به آن خو گرفته بودند، در گوشه و کنار ارمنستان در برابر آن پایداری می‌کردند. آن‌ها به ایزدان باستان و جشن‌های دیرین ارج می‌نهادند و آموزه‌های نوین مسیحیت را آسان نمی‌پذیرفتند.
گریگور مقدس برای برچیدن این مانع بزرگ شیوه‌ای خلاق به کار گرفت و جشن‌های باستانی مهم ارمنیان را به گونه‌ای با جشن‌های کلیسایی و مسیحیت پیوند داد، آداب و رسوم باستانی ارمنیان را در آیین‌ها و جشن‌های کلیسا گنجاند و به آداب و آیین‌های چند هزار ساله آنان جامه‌ای مسیحی پوشاند.
برای مثال:جشن «وارداوار» یا آب پاشی باستانی را با جشن (درخشندگی سیمای عیسی مسیح) پیوند داد و یکی ساخت. با گذشت زمان، جشن‌های کلیسایی و دینی بر جشن‌های باستانی ارمنیان چیره شد و آن‌ها را به فراموشی سپردند.

## جشن‌ها و اعیاد مشترک ایرانیان و ارمنیان
- نوسال یا به ارمنی آمانور (ناواسارد)

ایرانی‌ها و سغدی‌ها به آن نوسرد، ارمنیان ناواسارد، هندی‌ها ناواساردادا، خوارزمی‌ها نوسارج یا ناوسارچی می‌گفتند.
نخستین روز سال را (نوسال) می‌نامند. نوسال شکل ارمنی شده واژه (ناواسارد) است. ناواسارد واژه‌ای است به معنی سال نو. (ناو به معنی نو و ساره دا به معنی سال). ناواسارد نخستین ماه گاه نامه خورشیدی در ارمنستان باستان بود.
نوسال را کاغاند نیز می‌نامند، که برگرفته از واژه لاتین (calendaa) به معنی روز نخست ماه و واژه یونانی (kalanse) به معنی روز نخست هر ماه، سر برج و آغاز ماه است. نوسال هیچ گونه آیین و مراسم دینی ندارد. تنها پاتاراک مقدس به مناسبت آن برگزار می‌شود.
پادشاه و سالاران نامدار به جشن‌های ناواسارد می‌آمدند و در آن جشن‌ها قربانی فراوان می‌کردند. بزمی با آواز و پایکوبی برپا می‌شد، مردم و گوسان ها نمایش‌هایی برگزار می‌کردند، مسابقات ورزشی، اسب دوانی، پیکار گاوان نر و مانند آن، برگزار می‌شد.
- درندز یا دیاراندآراج به معنی (پیشوازی خدایگان)

پیشوازی خدایگان جشن وقف عیسی چهل روزه به عبادت گاه است. یوسف و مریم خدازای، عیسی نوزاد را که چهل روزه بود، بنا بر آیین موسی، به عبادت گاه بردند تا وقف خداوند کنند. در آنجا، سیمون پیر به پیشواز آمد. روح القدس به او وعده داده بود که تا مسیح منجی را نبیند چشم فرو نمی‌بندد. او نوزاد را در آغوش گرفت و خداوند را سپاس و درود گفت، که او را ارزانی دیدن منجی بنی‌اسرائیل کرده‌است. نوزاد را دعای خیر کرد و گفت: «خدایگانا، بنده ات را با آرامش رها کن، زیرا من آن منجی را که تو برای جمله اقوام فرستاده‌ای دیدم. من دیدم آن پرتو را که باید روشنگر اقوام باشد و آن فره را که از برای قوم بنی اسرائیل توست.»
جشن پیشوازی خدایگان جشنی ایستاست که در ۱۴ فوریه (برابر با ۲۵ بهمن) برگزار می‌شود. در شامگاه ۱۳ فوریه، پس از تشریفات کلیسایی، مراسم پیش جشن و دشتستان برگزار می‌شود، شمع توزیع می‌کنند و روحانی برگزارکننده مراسم شمع‌های روی میز صحن کلیسا را روشن می‌کند. پس از پایان تشریفات کلیسایی، دینداران شمع‌های خود را روشن کرده به خانه می‌برند. پس از مراسم کلیسا، بنا بر رسمی دیرین، در حیاط کلیسا آتش می‌افروزند. دربارهٔ روشن کردن آتش، هیچ قانون و اصلی در مسیحیت و کلیسا وجود ندارد.
یکی از جشن‌های مشترک ایرانیان و ارمنیان، جشن آتش افروزی است که ایرانیان آن را جشن سده و ارمنیان درندز می‌گویند.
در زبان عامیانه، (پیشوازی خدایگان) را درانداس و درندز می‌نامند، گاه نیز به مثابه رسمی بازمانده از مهرپرستی، (مِلِت) نامیده شده‌است. پیشوازی خدایگان به معنی برخاستن در برابر خدایگان و پیش خدایگان ایستادن و به پیشواز رفتن و استقبال کردن است.
چهارشنبه‌سوری همسان و همانند جشن پیشوازی خدایگان یا درندز ارمنیان است و بازمانده مهرپرستی، یعنی جشن ایزد آتش شمرده می‌شود. ایزد میترا از دید مردمان و جهان ناپیدا بود، اما در آسمان به شکل خورشید و در زمین به شکل آتش دیده می‌شود و بدین سان، مهر همانند خورشید می‌گشت.
در جلفای قدیم، جوانان ارمنی که در همان سال ازدواج کرده بودند بوته خار را در حیاط کلیسا آماده می‌کردند. به هنگام برگزاری مراسم، همان جوانان با شمع‌های روشن در دست در جلوی بوته به صف می‌ایستادند. زمانی که کشیش در حین اجرای مراسم با شمع خود بوته را آتش می‌زد، آن نو همسران نیز در پی او آتش را روشن می‌کردند. سپس جوان‌ها با شمع‌های روشن به خانه‌هایشان، که پیش تر بوته‌های کوچکی در آن آماده شده بود، بازمی‌گشتند و با آن شمع‌ها بوته‌ها را آتش می‌زدند و از روی بوته‌های افروخته می‌پریدند. در آن شامگاه، خویشان و بستگان نو همسران برای نوعروس خوراکی‌های گوناگون می‌آوردند که آن را خونچا می‌نامیدند.
- وارداوار یا (دگرگونی سیما یا درخشندگی سیما)

دگرگونی سیما (به ارمنی:آیلاگربوتیون) یا درخشندگی سیمای مسیح (به ارمنی:پایتساراگربوتیون)، یکی از جشن‌های مهم کلیسا است که (وارداوار) نیز می‌نامند و یکی از پنج جشن بزرگ کلیسا است.

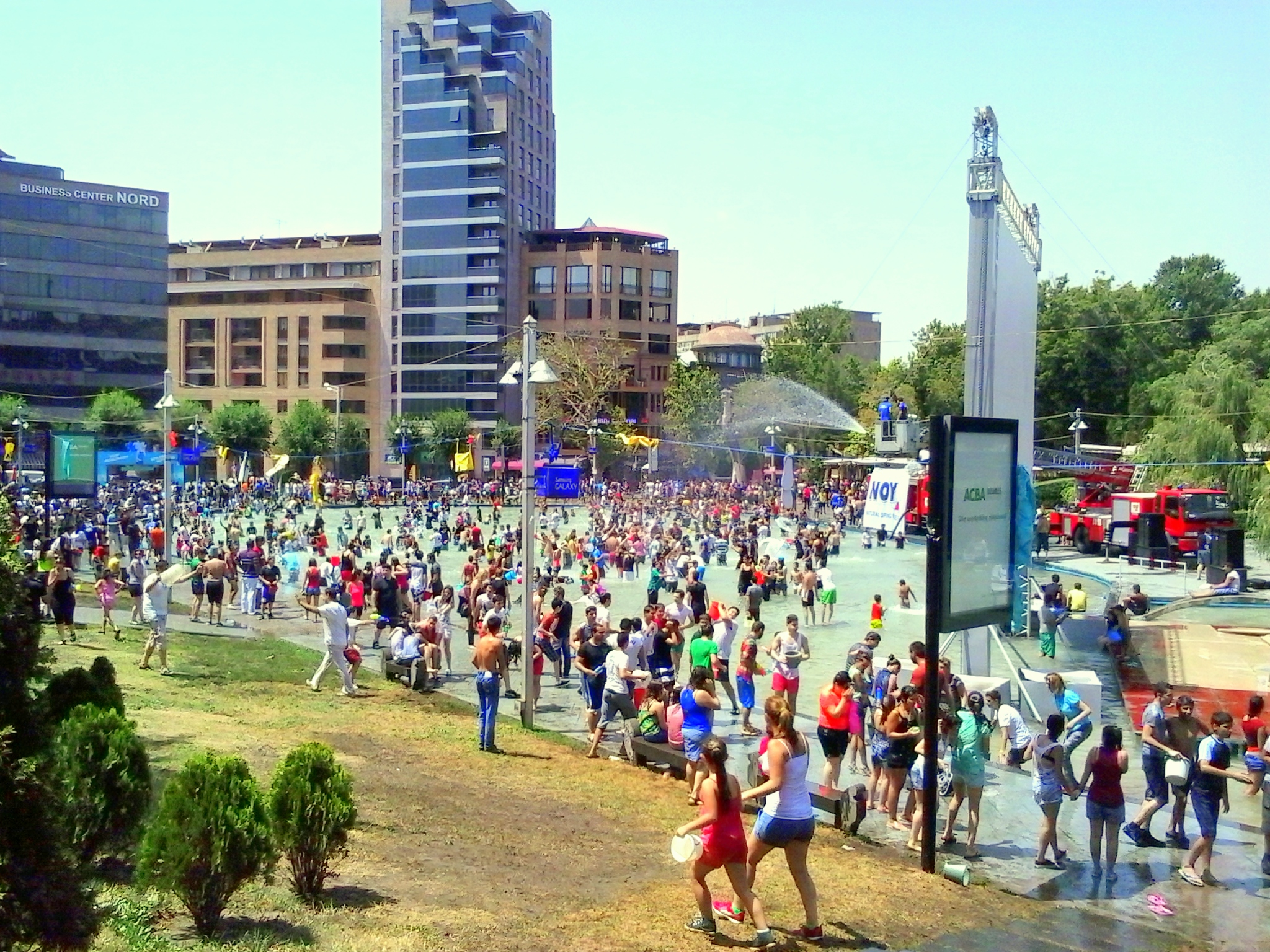
وارداوار در ارمنستان

انجیل‌ها، دگرگونی سیمای عیسی را این‌گونه شرح می‌دهند:
«عیسی به همراه پطرس، یعقوب پسر زبدی و یوحنا از شهر دور می‌شود و برای نیایش به کوه می‌رود؛ و در حالی که عیسی نیایش می‌کرد، نور خورشید درخشنده شد و جامه اش چون برف سپید شد. اندکی بعد، موسی و الیاس نیز نمایان شدند و با او سخن گفتند. چهره عیسی چنان درخشان و نورانی شد که سراسر کوه را غرق در نور کرد. حواریون از این درخشندگی از خواب سنگین بیدار شدند و چهره درخشان استاد خود و آن دو کس را دیدند که عیسی با آنان به گرمی سخن می‌گفت. پتروس حواری بهت زده و دستپاچه جرات یافت که سکوت را بشکند و بگوید:استاد، خوب است که ما این‌جا بمانیم. او پیشنهاد کرد که سه سایبان فراهم کنند. در آن دم، ابری روشن آنان را فرو پوشاند و حواریون وحشت زده به زمین افتادند. از میان پرتوهای نور بانگی رمزآلود شنیده شد:او پسر عزیز من است، و من از او خشنودم. او را فرمانبرداری کنید. عیسی به حواریون نزدیک شد و گفت:برخیزید،نترسید. حواریون آهسته به بالا نگریستند و تنها استاد خود را دیدند.»
یکی از کهن‌ترین جشن‌های مشترک ایرانیان و ارمنیان می‌باشد که ایرانیان آن را جشن تیرگان یا آب پاشان می‌گویند.
دربارهٔ منشأ معنی و مفهوم واژه وارداوار چند دیدگاه وجود دارد که تفاوت آن‌ها با یکدیگر مربوط به تفسیر ماهیت جشن است و دیگری این که این جشن با کدام یک از ایزدان در پیوند است. برخی وارداوار را با آستغیک و دیگران با آناهیتا و برخی دیگر با طوفان نوح در پیوند می‌دانند.
وارتاپت ملیک پاشایان می‌نویسد: «وارداوار در زبان سانسکریت به معنی وارت (آب)، وار (پاشیدن) و شستن است. بدین سان وارداوار به معنی آب پاشی است.
رسم پاشیدن آب در روز وارداوار یا همان جشن آب، می‌توانست در پیوند با پرستش آب باشد. روزگاری آب نماد پاکیزگی، و وسیله حاصلخیزی بود و از این رو پرستیده می‌شد. آب برای افسونگری و پیشگویی نیز کاربرد داشت و برای راندن دیوها و ارواح پلید به کار می‌رفت.
جشن دگرگونی سیما پس از گریگور روشنگر به وارداوار پیوست، گویا در سده‌های ۵ و ۶ میلادی، ارمنیان جشن دگرگونی سیما را به وارداوار پیوند دادند.
- جشن باریگندان

جشن باریگندان از جشن‌های مشترک ایرانیان و ارمنیان است که افزون بر تشابه اسمی، آداب و سنن برگزاری آن‌ها نیز شبیه هم است. باریگندان به معنی زندگی نیکو، سرور و شادمانی و فراوانی نعمت است. این جشن از جشن‌های روزگاران پیش از مسیحیت ارمنیان است و هم‌زمان با جشن ناواسارد برگزار می‌شد.
از ویژگی‌های باریگندان برقراری مساوات کامل میان طبقات مردم بود. در آن روز همگان از آزادی کامل برخوردار بودند و اجازه داشتند بی پروا، از اعمال بزرگان و توانگران انتقاد کنند. ارمنیان هم‌اکنون نیز در روز پیش از آغاز ایام روزه بزرگ، جشن باریگندان را برگزار می‌کنند. کسانی که قصد دارند روزه بگیرند در این شب سفره شام را رنگین تر و مفصل تر از شب‌های دیگر می‌گسترند و با اقوام و خویشان به جشن و سرور می‌پردازند.
در آن شب جوانان ارمنی لباسی برای خود فراهم می‌سازند و نقابی بر چهره می‌گذارند، به‌طوری‌که شناخته نشوند. دو جوان دیگر که یکی لباس عروس و دیگری لباس داماد بر تن کرده همراه دسته حرکت می‌کنند و به منازل می‌روند و به جشن و سرور می‌پردازند.

## جشن‌های کلیسای ارمنی
آیین‌های کلیسای رسولی ارمنی و پاتاراک مقدسی که به مناسبت‌های ویژه و در روزهای یکشنبه برگزار می‌شود، مختص جشن‌ها یادبودها و مناسبت‌های گوناگون است. از این دیدگاه، کلیسا روزهای خود را به سه گروه بخش می‌کند:(روزهای جشن، روزهای مقدس و روزهای پرهیز)
جشن‌ها نیز به نوبه خود دارای بخش‌های زیر هستند:(جشن‌های مسیحایی، جشن‌های مریم خدازای مقدس، جشن‌های کلیسایی و جشن‌های ملی و دینی)
جشن‌های مسیحایی ویژه رویدادهای زندگی عیسی مسیح است، مانند:(میلاد یا ظهور خدایگان ما عیسی مسیح و غسل تعمید و شامل چند جشن دیگر)جشن‌های مریم خدازای چنین اند:(بار گرفتن آنا، میلاد مریم مقدس و انتقال مریم خدازای مقدس و شامل چند جشن دیگر)جشن‌های صلیبی چنین اند:(جشن (نمایانی صلیب مقدس و یافتن صلیب و شامل چند جشن دیگر)
جشن‌های کلیسایی چنین اند:(جشن فرود نور و یکشنبه نخستین ماتور و شامل چند جشن دیگر)
- ناخادُناک به معنی پیش جشن

پیش جشن در روز پیش از جشن‌های بزرگ و در پایان مراسم برگزار می‌شود. چنان‌که ترکیب واژه نشان می‌دهد، پیش جشن به معنی پیش از جشن است و واپسین شامگاه پیش از جشن اصلی است. پیش جشن در روز پیش از جشن‌های خدایگانی و جشن‌های قدیسان بزرگ برگزار می‌شود.
- ناواگاتیک

ناواگاتیک واژه‌ای است پهلوی که از پارسی به زبان ارمنی راه یافته‌است. (ناو) در زبان پهلوی و زبان پارسی میانه به معنی (نو)، و (گات) در زبان اوستایی به معنی خانه است. معنی این واژه خانه نو و بنیادی نوساز است.
در واژه‌نامه مالخاسیان دربارهٔ ناواگاتیک آمده‌است:
«جشن گشایش، ساخت و نوسازی خانه نو، جشن و ضیافتی که در سالروز گشایش خانه یا بنیاد یا عقد و ازدواج برپا می‌شود.»
در گذشته رسم بود که هر بنیاد، ساختمان یا مکانی دینی با تشریفات ویژه‌ای گشایش می‌یافت. این رسم در نزد مصریان، یونانیان، رومیان و یهودیان گسترش بسیار یافته بود.
- جراگالویتس به معنی چراغ افروزی

روز پیش از جشن میلاد مسیح و جشن (زادیک) را (جراگالویتس) می‌نامند. جراگالویتس به معنی افروختن چراغ، و روشن کردن شمع است. رسم چنین بود که در جشن‌های مهم و بزرگ، قندیل‌های کلیسا را روشن می‌کردند و به حاضران شمع می‌دادند تا روشن کنند. اکنون روز پیش از جشن‌های میلاد مسیح و زادیک را جراگالویتس می‌نامند.
در نزد ارمنی‌های ایران چنین رسم است که نان مقدسی، که پیش از تبرک خانه آورده شده‌است به دست بزرگتر خانواده میان حاضران بخش می‌شود و هر کس تکه‌ای از نان مقدس را در جام خود می‌اندازد و روی آن شراب سرخ می‌ریزد و این‌گونه به هم تبریک می‌گویند. شام در برگیرنده کوکو، پلو، ماهی، تخم مرغ و شراب سرخ است.
- سورب دزنوند به معنی جشن میلاد مسیح

سورب دزنوند یا کریسمس یا جشن میلاد مسیح خدایگان ما با مراسمی پرشکوه و با حضور انبوه دینداران در سراسر جهان مسیحی برگزار می‌شود. میلاد مسیح، که نام کهن تر آن ظهور خداوند و تعمید است، دیرینه‌ترین و مردمی‌ترین جشن مسیحیان است.

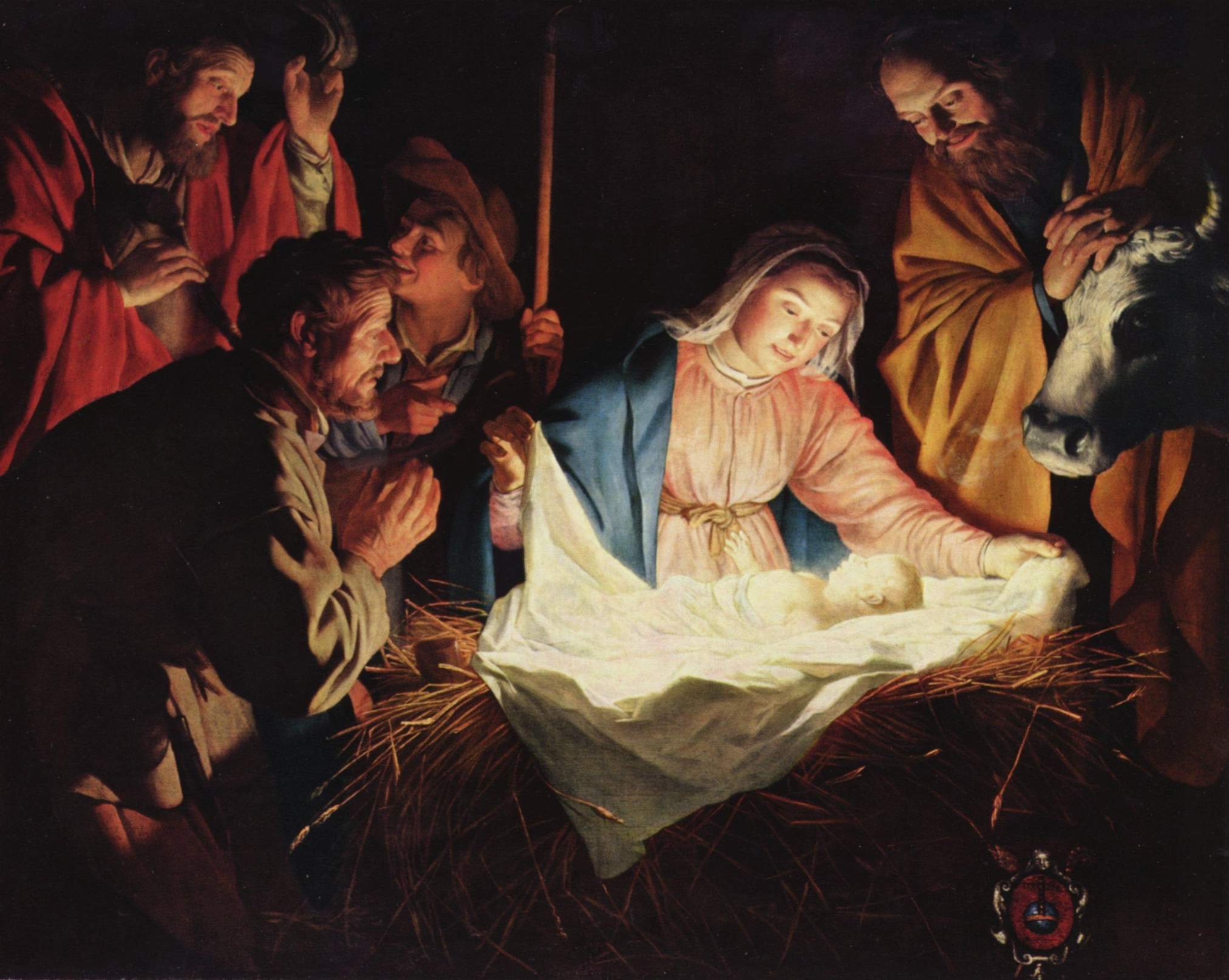
تولد عیسی

در دوران آغازین مسیحیت، روز میلاد مسیح با نام ظهور خداوند معروف بود. در همان روز، از تعمید عیسی، پای بوس رفتن مغان، و عروسی قانا که نخستین تجلی خداوند بود و پیشامدهای دیگر مربوط به میلاد مسیح نیز نام برده می‌شد.
کلیسای ارمنی تا امروز رسم دیرین را نگاه داشته‌است و میلاد و تعمید عیسی را در یک روز برگزار می‌کند. دربارهٔ تاریخ تولد عیسی آگاهی‌های دقیق و موثقی در دست نیست. انجیل‌ها نیز در اینباره آگاهی‌های ناچیزی می‌دهند. هیچ منبعی هم نیست که با آن بتوان تاریخ دقیق میلاد مسیح را نشان داد.

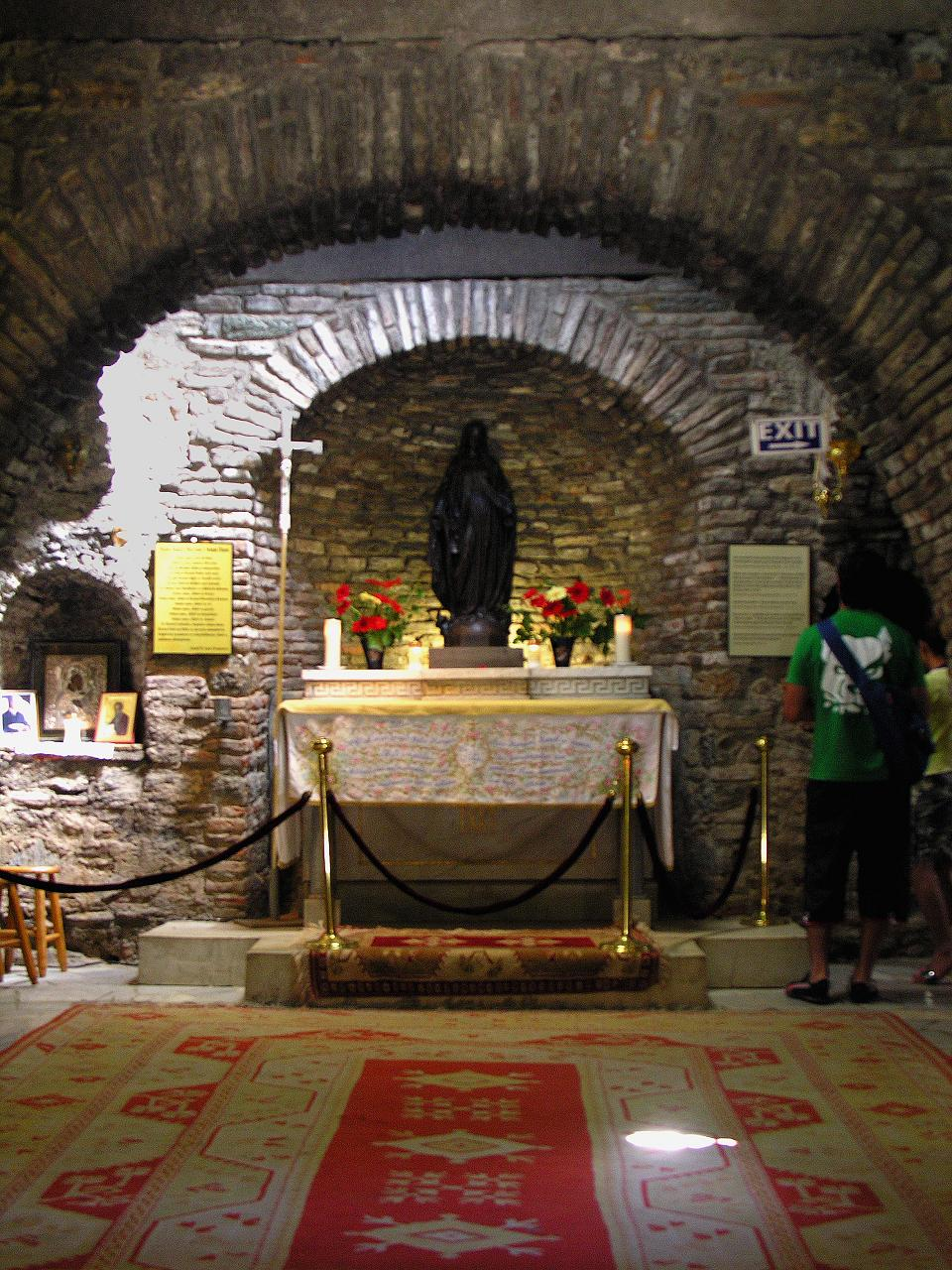
منزل مریم مقدس

بر اساس منابع معتبر از نیمه‌های سده دوم میلادی جشن ظهور خداوند در ششم ژانویه برگزار می‌شد، و برگزاری این جشن جنبه‌ای همگانی داشت. همه مسیحیان تا سده چهارم میلادی جشن ظهور خداوند را با هم در ششم ژانویه جشن می‌گرفتند. پس از سده ۴ میلادی به تصویب کلیسای کاتولیک رم، میلاد مسیح را در ۲۵ دسامبر برابر با ۵ دی و تعمید را در ۶ ژانویه جشن گرفتند. تاریخ میلاد مقدس مسیح یک موضوع عقیدتی نیست، بلکه تنها یک حساب گاه‌شماری است و در این روزها برای کلیساها هیچ‌گاه موضوع بحث‌انگیزی نخواهد بود.
- جرااُرهْنِک به معنی تبرک آب

پس از پاتاراک مقدس، بدون درنگ مراسم تبرک آب آغاز می‌شود. تبرک آب نماد تعمید مسیح است. این آیین در آغاز تنها ویژه کلیسای اورشلیم بود و در کناره رود اردن برگزار می‌شد. سپس مراسم تبرک آب در میان دیگر کلیساهای مسیحی نیز گسترش یافت و برقرار شد.

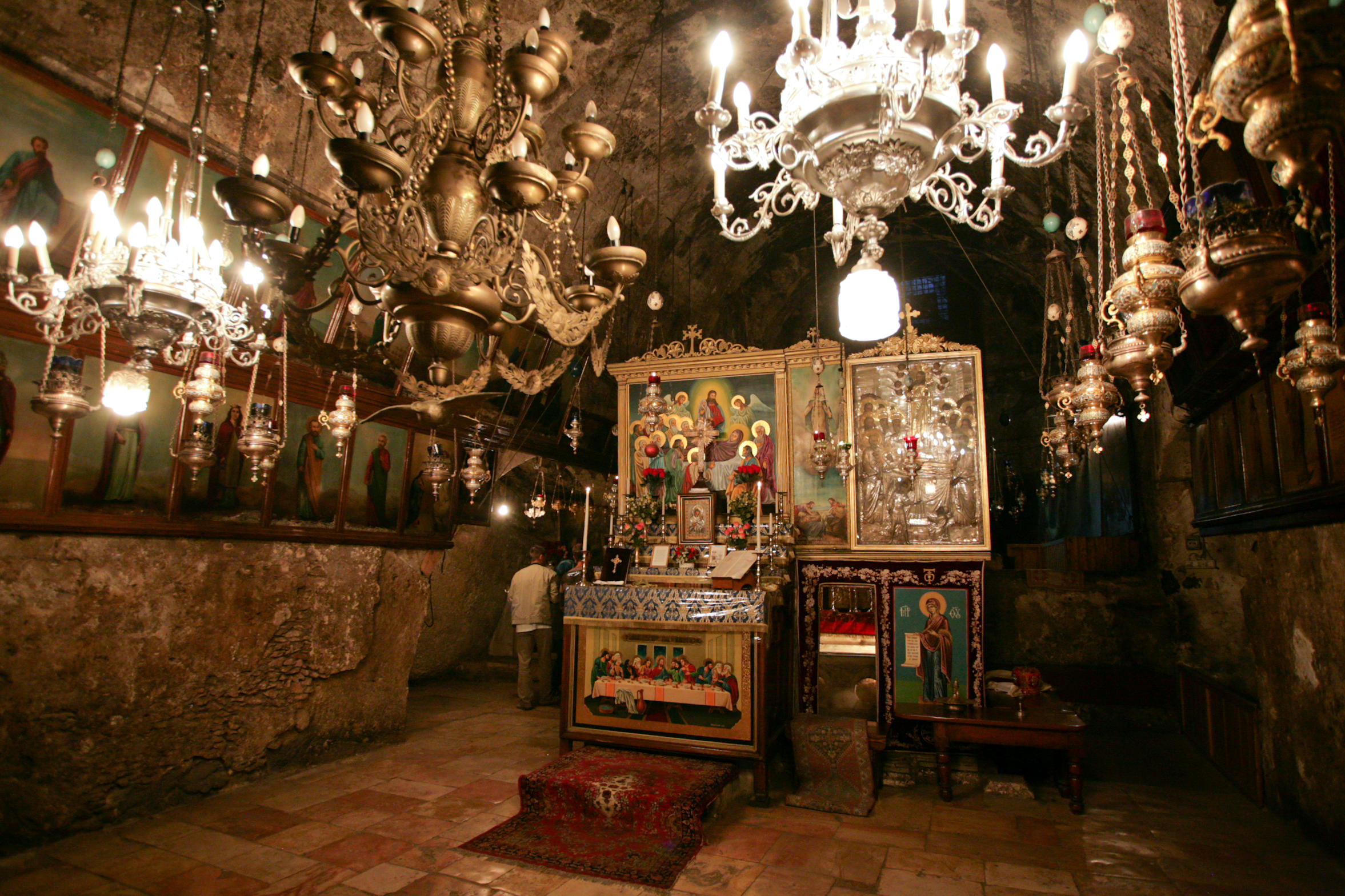
آرامگاه مریم مقدس

در تاریخ ارمنیان، از دو مراسم تبرک آب یاد شده‌است:یکی در سال ۱۰۲۲م در روزگار جاثلیق پتروس یکم، در نزدیکی ترابزون در رود چوروخ به همراه یونانی‌ها زمانی که جاثلیق ارمنیان به بوزانتیون سفر می‌کرد.
به هنگام تبرک آب پیشامد شگفت‌انگیزی روی داد و آب رودخانه برگشت از این رو جاثلیق پتروس را گِتادارتس (به زبان ارمنی به معنی رود برگردان است) نامیدند. دومی در ۱۲۱۱م در سیس پایتخت پادشاهی ارمنی کیلیکیه در روزگار پادشاه لوون دوم برگزار شد.
- مِرِلوتس به معنی یادبود مردگان

فردای جشن‌های بزرگ (جشن‌های میلاد مسیح، زادیک، وارداوار،انتقال مریم خدازای مقدس و صلیب مقدس) روز یادبود مرگان است. در روز یادبود مردگان همگان به آرامگاه می‌روند و مزار مردگان خویش را تبرک می‌دهند.
- مِتس باس به معنی روزه بزرگ

از جشن باریگندان تا زادیک را روزه بزرگ می‌نامند؛ زیرا ۴۰ روز می‌باشد. روزه بزرگ را بدان سبب که ۴۰ روز دارد، چهل‌گانه نیز می‌نامند. روزگاری نان و نمک نیز می‌گفتند. در قدیم در برخی روزهای روزه بزرگ نان و نمک می‌خوردند یا روزه را با نان و نمک پایان می‌دادند.
پرهیز به معنی نخوردن برخی خوراکی‌ها، از جمله گوشت، لبنیات، تخم مرغ و وقف خود به ریاضت، استغفار و توبه است. همچنین روزهای اندیشیدن، خودآزمایی، پشیمانی است. روزه‌ها را می‌توان به گونه زیر بخش کرد:(روزه‌های یک روزه، روزه نخستگان، روزه یک هفته‌ای و روزه ناواگاتیک و روزه بزرگ)
مسیح چهل روز به بیابان رفت تا نیایش، روزه داری و توبه کند. در انجیل‌ها این رویداد با جزئیات بسیار نگاشته شده‌است. در آنجا از آزمایش عیسی به دست ابلیس و از بیرون آمدن بی‌گزند و پیروزمند از این آزمایش نیز سخن می‌رود. انزوای چهل روزه مسیح، یک دوره آمادگی همراه با نیایش، روزه داری و توبه برای کارکرد گسترده خود بود. یک دوره اندیشیدن و تفکر بود برای موعظه و کار آینده اش.
- میجینک به معنی میانگان

نیمه روزه بزرگ یا روز بیست و چهارم روزه را میجینک به معنی میانگان می‌نامند. در بامداد مراسم (آرِواگال، به معنی سپیده دمان، مراسم دینی است که به هنگام برآمدن خورشید برگزار می‌شود) و در شامگاه نیایش (یِکِستسه، به معنی بیاید رحمت تو، دعا خوانده می‌شود، دعایی شامگاهی است که با همین واژه بیاید آغاز می‌شود) برگزار شود.
در این روز بر حسب رسم در میان روزه داران، نوعی نان شیرینی موسوم به گاتا (شیرینی) که از نان فطیر درست می‌شود بین آن‌ها تقسیم می‌شود و در قطعه‌ای از این نان، سکه‌ای فلزی گذاشته می‌شود که در باور مردم اگر آن سکه فلزی سهم کسی شد آن فرد در آن سال موفقیت‌های عظیمی کسب خواهد کرد.
- تساقکازارد (دزاقکازارد) به معنی گل‌آرایی

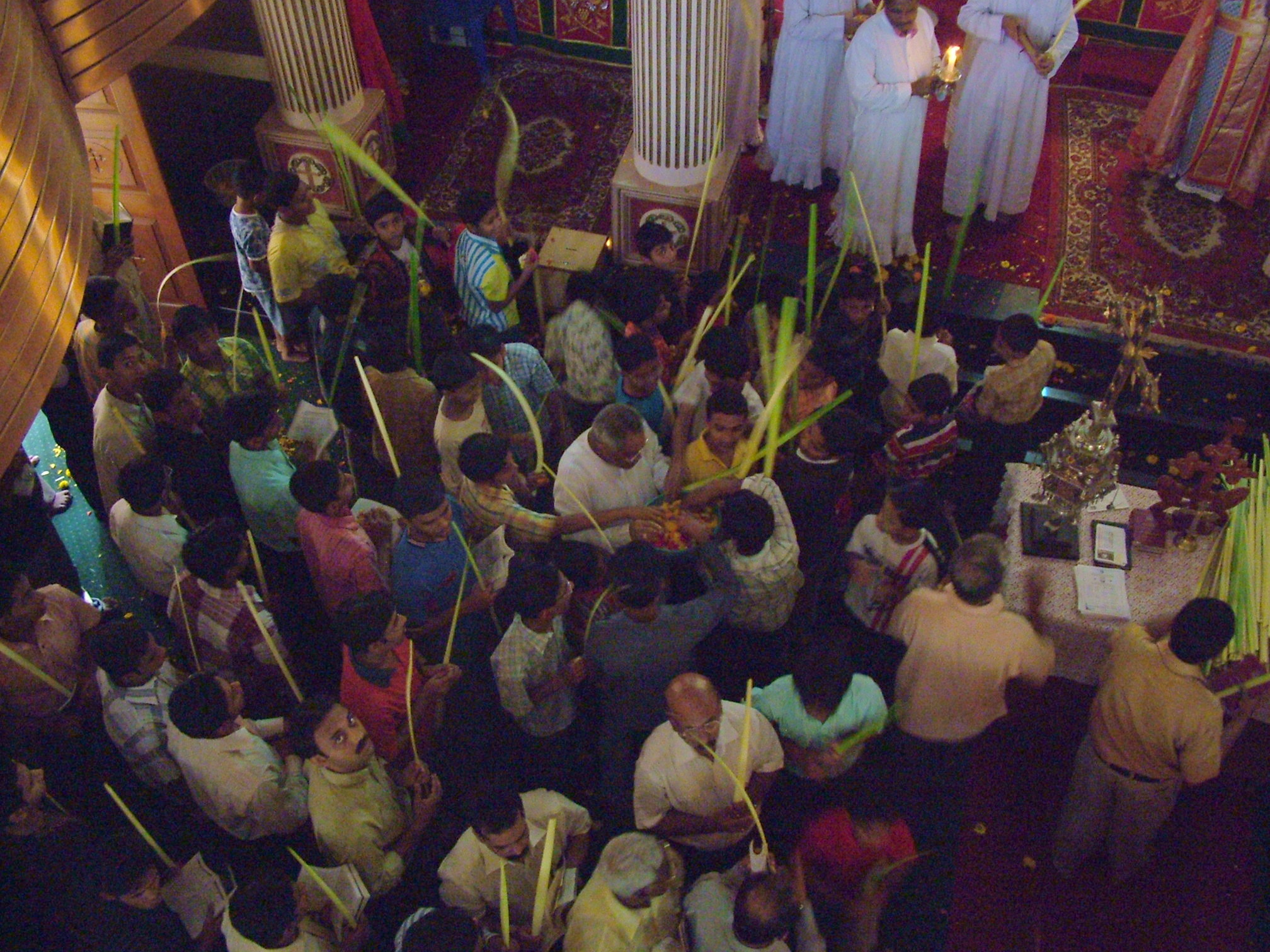
گل‌آرایی

آخرین یکشنبه روزه بزرگ را گل‌آرایی می‌نامند. انجیل روز یکشنبه گل‌آرایی در برگیرنده چند رویداد از زندگی مسیح است، مانند زنده شدن غازاروس، ورود شکوه مند مسیح به اورشلیم، استقبال پرشور مردم، و در پایان پاکسازی عبادت گاه.
(عیسی به گونه‌ای شکوه مند برنشسته بر کره‌ای به اورشلیم درآمد. مردم شاخه‌های زیتون و نخل در دست گرفته، برای گذاشتن آنان جامه‌ها را پیش پای وی گستراندند، استقبالی پرشور کردند و همهمه سردادند که اوسانا سپاس او را که به نام خداوند می‌آید. اما عیسی استوار و بی اعتنا به این شکوه به عبادت گاه رفت و درآنجا تازیانه‌ای از ریسمان بدست گرفته و عبادتگاه را از صرافان و کبوترفروشان پاک کرد، تا به مردم بفهماند که عبادت گاه خانه خداست و باید تنها خانه نیایش باشد)
در یکشنبه گل‌آرایی، کلیساها را با شاخه‌های نخل و ترکه‌های زیتون می‌آرایند تا رویداد ورود عیسی به اورشلیم را غنی تر و مجسم تر کنند. در حین تبرک محصول، شاخه‌های زیتون یا بید (سرده) را برکت داده و در میان مردم پخش می‌کنند.
- زادیک

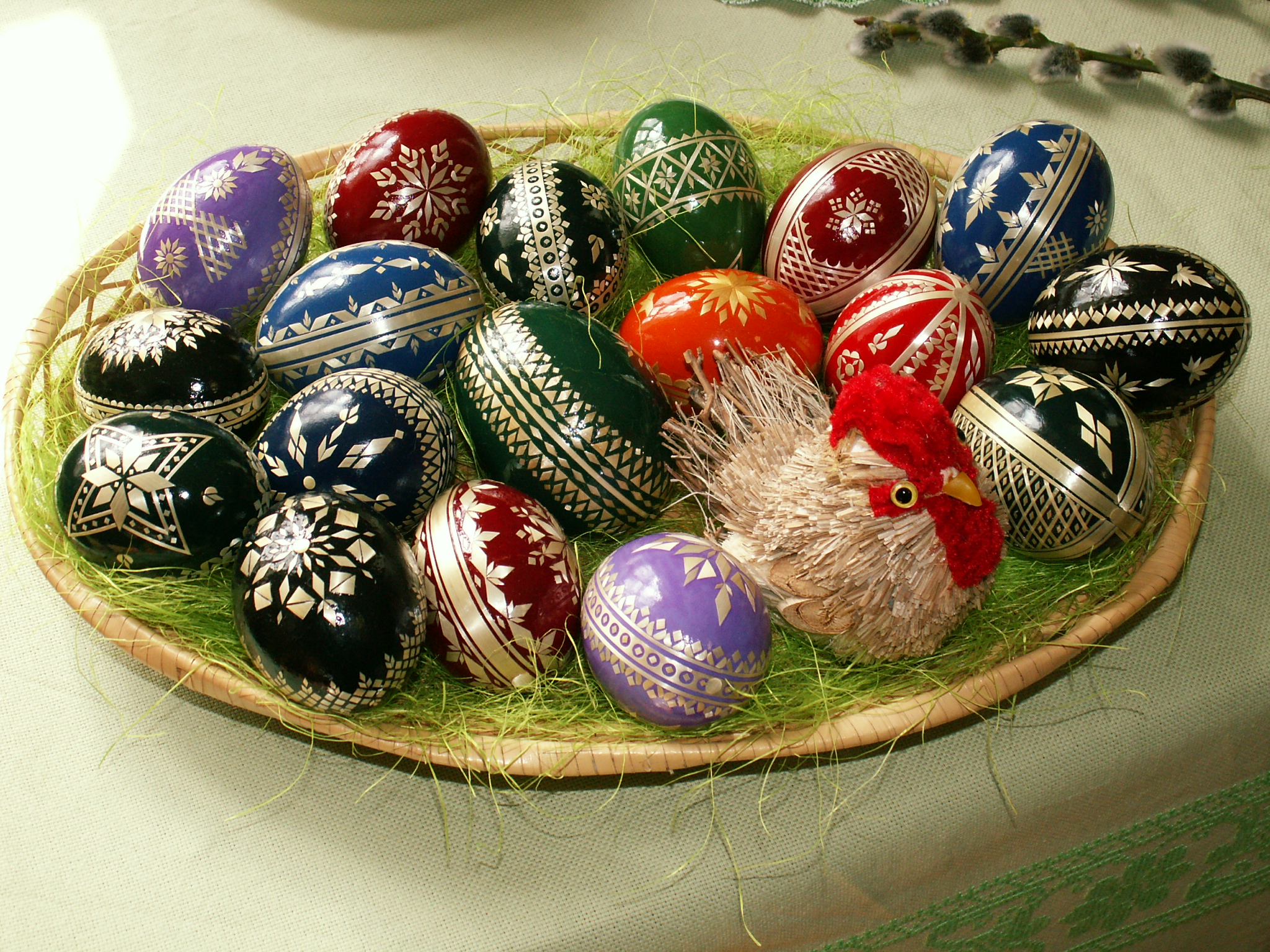
تخم‌مرغ عید پاک

زادیک و رستاخیز مسیح در گاهنامه کلیسا جدا از هم می‌آیند و چنین نوشته می‌شوند:(زادیک. رستاخیز خدایگان ما عیسی مسیح)
از آداب و رسوم زادیک می‌توان تنها از رنگ کردن تخم مرغ و تخم‌مرغ بازی کرد. تخم مرغ در ادیان گوناگون نماد رستاخیز شمرده می‌شد، زیرا نطفه زندگی نو را در خود دارد. به دیگر سخن، دو زایش دارد. تخم مرغ به نشانه شادمانی به رنگ سرخ رنگ‌آمیزی می‌شد. رنگ سرخ نشانگر خون قربانی نیز بود؛ بنابراین تخم مرغ چونان نشانگر زندگی نو، به دوران پیش از مسیحیت تعلق داشت، اما رنگ کردن تخم مرغ بخشی از آداب بهاری بود. پس از کاربرد یافتن در نزد مسیحیان رنگ سرخ نماد خون سرخ ریخته شده مسیح شد.
- هامبارتسوم به معنی عروج

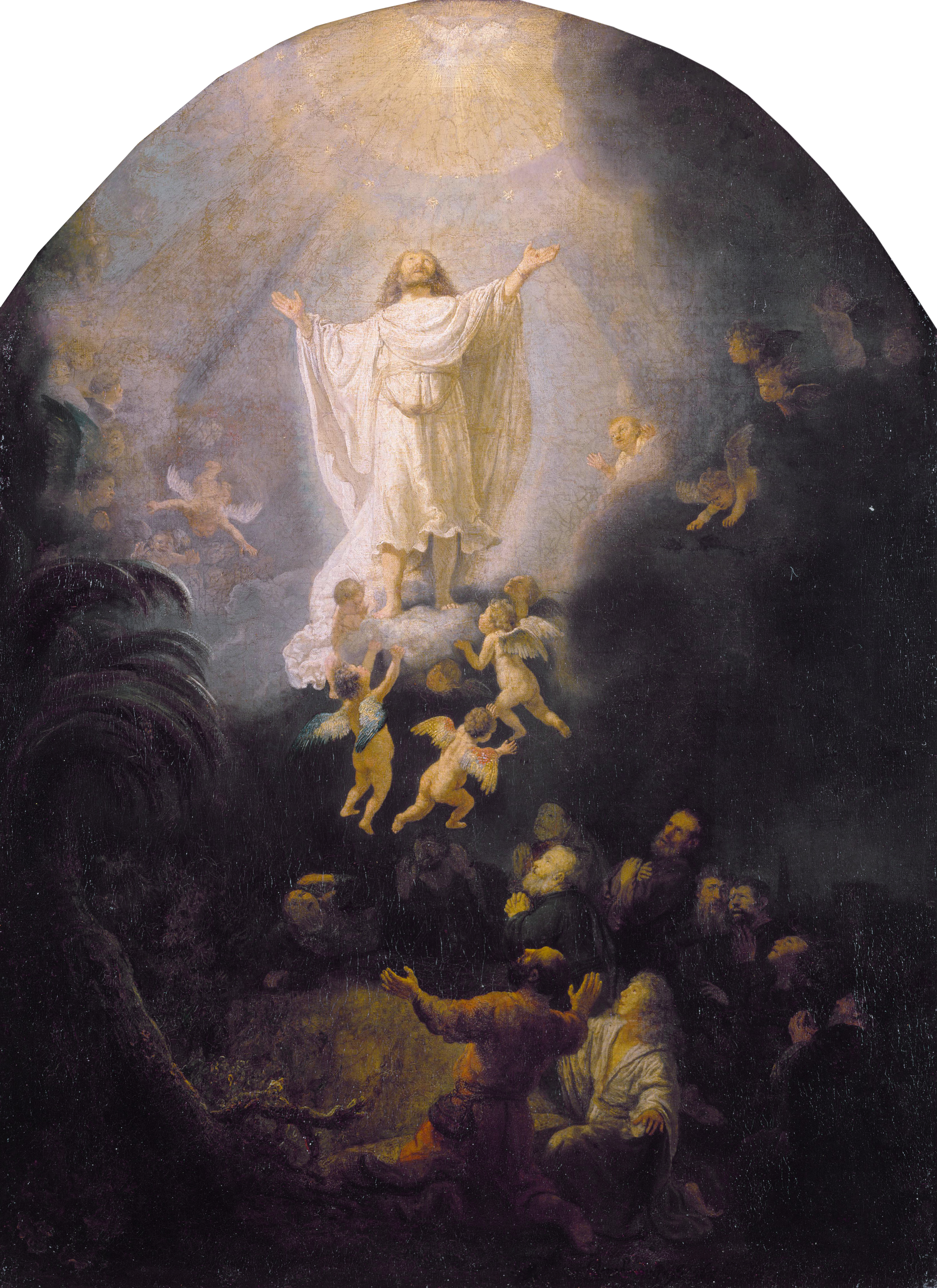
عروج

۴۰ روز پس از جشن رستاخیز مقدس در روز پنجشنبه، جشن عروج خدایگان ما عیسی مسیح است.
عروج یادبود به آسمان برخاستن عیسی با پیکر شکوه مند خود و نشستن در پهلوی راست خدای پدر است. عروج بر کوه زیتون در پیش چشم حواریون روی داد. اکنون آن کوه را کوه عروج می‌نامند.
عیسی پیش از عروج به شاگردانش دستورها داد و توصیه‌ها کرد، همگان را دعای خیر نمود و به آسمان برخاست. اندکی پس از آن ابری نورانی آمد و او را از دید شاگردان پنهان کرد؛ و آنگاه که شاگردان با حالی دگرگون به آسمان نگاه می‌کردند، دو فرشته پیدا شدند و گفتند:ای مردان جلیل، چرا آسمان را می‌نگرید؟ این عیسی که از میان شما به آسمان برخاست، همان گونه که شما رفتن او را به آسمان دیدید، از آنجا بازخواهد آمد.
- خاقوق اورهنک به معنی تبرک انگور

در نیایش آمده‌است که خداوند در روز سوم گیاهان و میوه‌های زمین را آفرید، سپس به آدم و حوا زندگی آسوده و پرنعمت بهشت را ارزانی داشت، اما آنان گناه کردند و از بهشت رانده شدند، ولی با ظهور یگانه زاده مردم از تن دادن به گناه و مرگ رها شدند.
برای خوشه‌های انگوری که به کلیسا هدیه آورده شده و برای کسانی که آن‌ها را می‌چشند از خداوند طلب دعای خیر می‌شود، تا آن‌ها سزاوار توبه گناهان باشند و تن و روان آنان تندرست باشد.
در ارمنستان پیش از مسیحیت نیز همان رسوم برقرار بود. ارمنیان نخستین خرمن سال و نخستین میوه را به عبادت گاه پیشکش می‌کردند. در جشن‌های ناواسارد، ایزدان به ویژه آنانی که ایزد فراوانی میوه و محصول بودند در روز جشن خود از سوی دینداران مقدار بسیاری میوه هدیه می‌گرفتند.

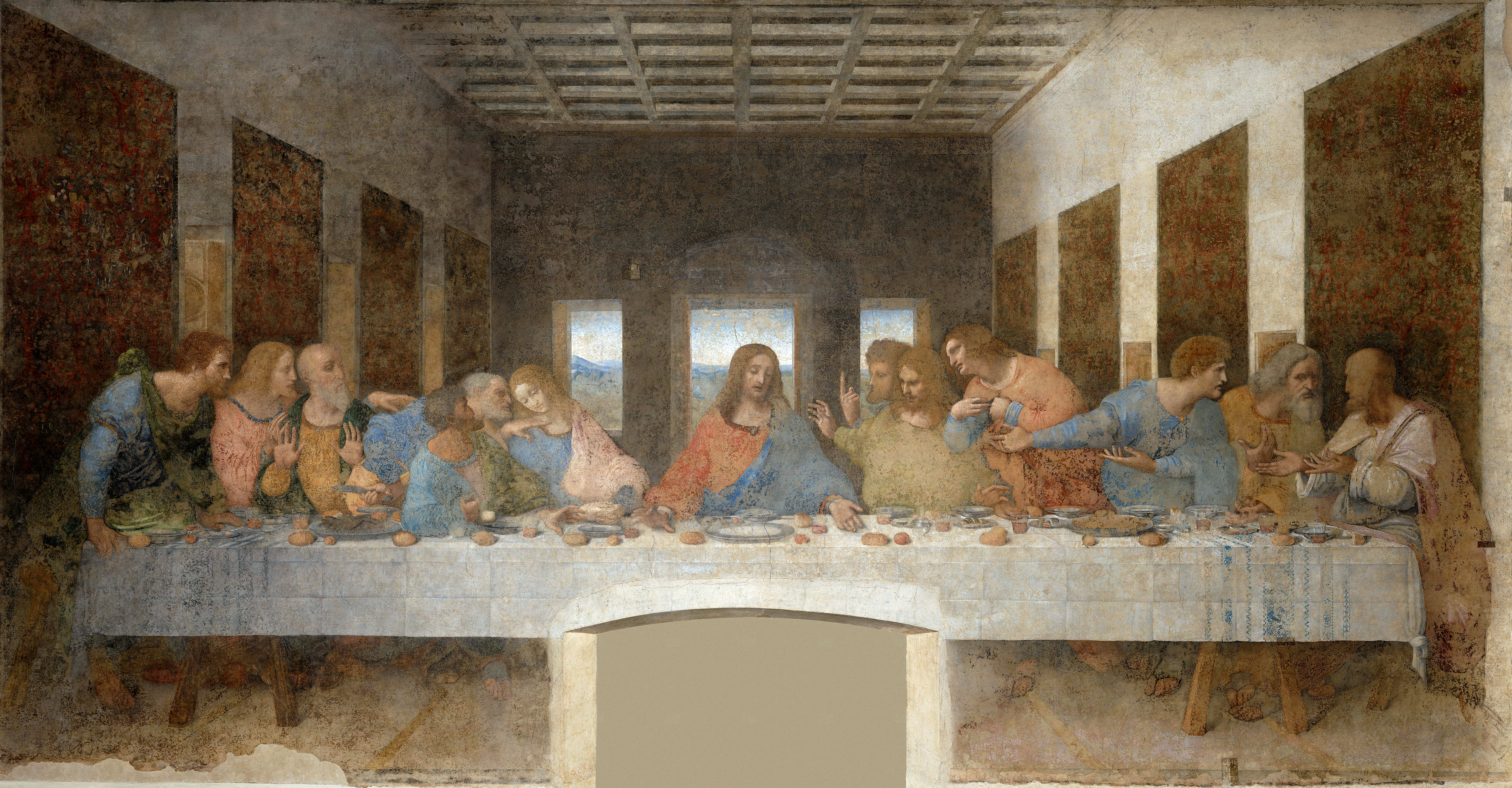
شام آخر اثر لئوناردو دا وینچی، رنگ لعابی روی اندود (یا پلاستر) دیوار، اندازه ۴۶۰×۸۸۰ سانتی‌متر

عیسی بارها خود را به تاک انگور تشبیه کرده‌است. شراب مراسم پاتاراک از انگور فراهم شد. عیسی در شام آخر شراب سرخ را برگرفت، خشنودی نمود و به شاگردان داد و گفت:(این خون من است)
از دیگر جشن‌های کلیسای ارمنی را می‌توان به:
«جشن (آنواناگوچوتیون به معنی نامگذاری) روز هشتم پس از میلاد مسیح، روز نامگذاری عیسی مسیح است. روزه (آراجاوُراتس باهک به معنی روزه نخستگان)، نخستین روزه‌ای که گریگور روشنگر برقرار کرد روزه نخستگان نام گرفت. یکشنبه رانده شدن به جای واژه ارمنی آرتاکسمان گیراگی، دومین یکشنبه روزه بزرگ، یکشنبه رانده شدن نام دارد و به رانده شدن آدم از بهشت می‌پردازد. یکشنبه نابخرد به جای واژه ارمنی آنارکی گیراگی، سومین یکشنبه روزه بزرگ را یکشنبه نابخرد می‌نامند. یکشنبه کارگزار به جای واژه ارمنی دندِسی گیراگی، چهارمین یکشنبه روزه بزرگ را یکشنبه کارگزار می‌نامند. یکشنبه دادور به جای واژه ارمنی داداوُری گیراگی، پنجشنبه یکشنبه روزه بزرگ را یکشنبه دادور می‌نامند. یکشنبه ظهور به جای واژه ارمنی گالستیان گیراگی، ششمین یکشنبه روزه بزرگ را یکشنبه ظهور می‌نامند. پنجاهه به جای واژه ارمنی هینونک، فاصله پنجاه روز از (زادیک) تا جشن (فرود روح القدس) را پنجاهه یعنی پنجاه روز می‌نامند. یکشنبه نو به جای واژه ارمنی نُرگیراگی، یکشنبه پس از زادیک را یکشنبه نو یا زادیک دوباره (به جای واژه ارمنی گِرگنازادیک ) می‌نامند. یکشنبه نخستین ماتور یا یکشنبه سبز به جای واژه ارمنی آشخاراماتور، نخستین ماتور جشن کلیسایی است که پس از زادیک برگزار می‌شود. یکشنبه سرخ به جای واژه ارمنی گارمیرگیراگی، دومین یکشنبه زادیک را یکشنبه سرخ می‌نامند. گل‌آرایی دوم به جای واژه ارمنی یِرکْرُرد تساقکازارد، هفتمین یکشنبه زادیک که پس از عروج می‌آید، گل‌آرایی دوم نام دارد. جشن فرود نور به جای واژه ارمنی شوقاگات. جشن هفته مهتر به جای واژه ارمنی آواگ شابات، از روز دوشنبه جشن گل‌آرایی تا روز زادیک را هفته مهتر می‌نامند. فرود روح القدس، به جای واژه ارمنی هوکه گالوست، پنجاه روز پس از زادیک مقدس، جشن فرود روح القدس است. فرود روح القدس آمدن روح القدس به شکل کبوتر بر حواریون است.انتقال مریم خدازای مقدس به جای واژه ارمنی وراپوخوم، مریم مقدس در آرامش و آسودگی درگذشت. حواریون و مسیحیان خداپرست او را به خاک سپردند. برتولما (بارتلمیوس) مقدس در هنگام خاکسپاری حضور نداشت، اما او خواستار دیدن قبر وی شد، به همراه حواریون به محل دفن او رفت، سنگ قبر را برداشتند، اما پیکر مریم مقدس را در آن ندیدند.»
سرود بزرگداشت مریم مقدس در جشن وراپوخوم:
«ای مادر و دوشیزه و تیماردار مسیح، تو که همیشه شفیع جهانیان هستی، جمله اقوام تو را ستایش و شکر می‌گویند. کبوتر پاک و عروس آسمان، مریم، نیایشگاه و نشستگاه پسر خدا. جمله اقوام تو را شکر می‌گویند.»
«در میان گناهانم گمگشته‌ام. تو ای رهایی‌بخش گناه کاران. ای مادر خدایگان، آه، ای مادر خدایگان. حداقل قطره‌ای برافشان. از زندگی توانمند دوشیزه ات. آه، از زندگی توانمندت. از خوشی‌های پیشینم، به حق رانده شدم. بر منِ بی نوا، آه برمنِ بی نوا، این زمین، آه برمنِ بی نوا. خار و خس رویاند، آه برمنِ بی نوا»

## برابرهای انگلیسی
1. ↑  Mkrtich Khrimian
2. ↑  St. Aristaces I
3. ↑  St. Vrtanes I
4. ↑  St. Husik I
5. ↑  St. Nerses I
6. ↑  Vramshapuh hinili
7. ↑  Moses III of Armenia
8. ↑  Aghbaketsi
9. ↑  Yacob IV de Djoulfa
10. ↑  Eghiazar Ier Aynt‘apc‘i
11. ↑  Gevork IV Kostandnupolsec‘i
12. ↑  George V of Armenia
13. ↑  Khoren I of Armenia
14. ↑  George VI of Armenia
15. ↑  Karekin I
16. ↑  Karekin II
17. ↑  Antelias
18. ↑  vartapetutyun
19. ↑  zayraguyn vartapet
20. ↑  yepiskopos
21. ↑  Voskan Yerevantsi